# Bartholomeüskerk (Noordlaren)
De Bartholomeüskerk aan de Lageweg 8 in Noordlaren is een kerk die oorspronkelijk gewijd was aan de heilige apostel Bartholomeüs.
De oudste stichting van de kerk wordt gedateerd in de 12e eeuw, toen er een houten kerk verrees. In de loop van de 13e eeuw werd het huidige stenen kerkgebouw in verschillende fasen gebouwd. In de 15e eeuw kreeg de kerk in grote lijnen haar huidige aanzicht. De kerk werd gerestaureerd in de jaren 1970, waarbij veel oorspronkelijke elementen weer in het zicht werden gebracht. De kerk is onder andere bekend om haar bijzondere schilderingen en om haar 16e-eeuwse offerbus.
De kerk is in gebruik bij de protestantse gemeente Noordlaren-Glimmen en is sinds 2021 eigendom van de Stichting Oude Groninger Kerken. De kerk is trouwlocatie van de gemeente Groningen en wordt gebruikt voor rouw- en trouwdiensten. Soms vinden er concerten plaats.

## Geschiedenis

### Beschermheilige

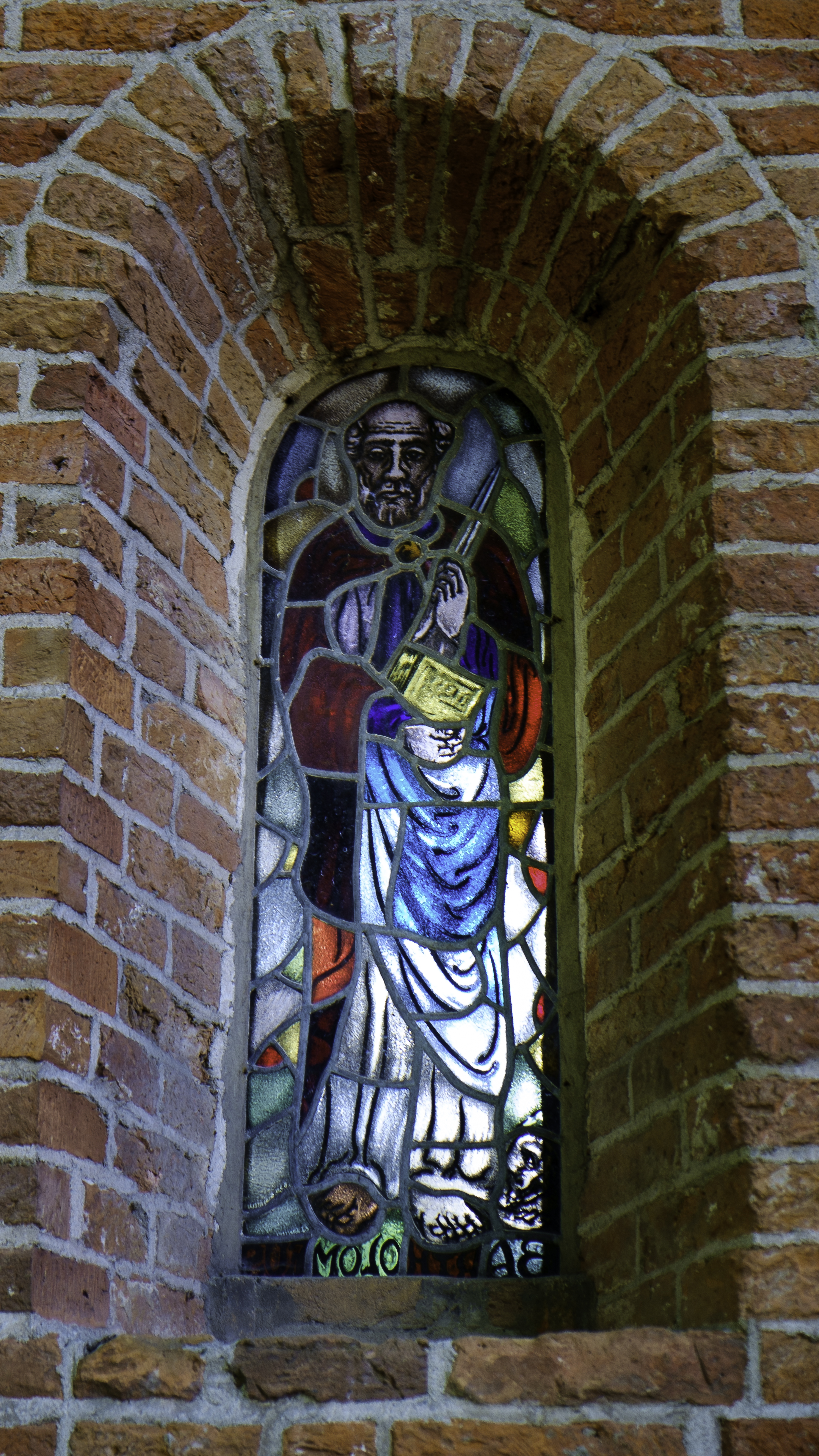
Gebrandschilderd glas in het noordvenster van het koor met de beeltenis van de apostel Bartholomeüs

De kerk was oorspronkelijk gewijd aan de apostel Bartholomeüs, hetgeen in het noorden niet veel voorkwam: Alleen in Stedum en Westhem werd ook deze heilige als patroon aangenomen. Zijn patronage volgde mogelijk op de legendevorming over Bartholomeüs in die tijd, die ook leidde tot de stichting van het Armeense Bartolomeüsklooster rond zelfde tijd. Mogelijk had de bisschop van Utrecht contact met een bisschop aldaar of werd deze via via hierdoor geïnspireerd. De patroon staat vermeld in een 16e-eeuwse waardeellijst ofwel als 'unser patroen Bartholomaeus' of als 'onze patroen S. Bertholomeus'. Ergens in de tweede helft van de 20e eeuw is een gebrandschilderd glas van de schutspatroon geplaatst in het romaanse venster in de noordmuur van het koor.

### Stichting van een houten kerk
De eerste houten kerk werd mogelijk rond 1150 gesticht vanuit de Groningse Martinikerk. Dit wordt afgeleid uit het feit dat de voordracht of presentatie van pastoors in handen was van persona van de Martinikerk en uit de vermelding van de 'tribus Laribus' (Drie Larens) op een goederenlijst van het Klooster Werden uit ongeveer 1160, waaruit tevens blijkt dat de kerk eigendom van dit klooster was. In 1282 bleek de kerk echter eigendom te zijn van de later gestichte abdij van Aduard, die het waarschijnlijk heeft overgenomen van dit klooster. Gespeculeerd wordt wel dat de kerk werd gesticht nadat de huidige grens tussen Groningen en Drenthe door de stad Groningen werd vastgesteld, om onder andere te fungeren als territoriale grensafbakening. Onduidelijk is echter hoe het grensverloop is geweest tussen 1150 en 1232, toen de stad Groningen het dorp mogelijk platbrandde in haar strijd met de Fivelingoërs en Drenten. Mogelijk is de grens in die periode meerdere keren gewijzigd, gezien de aanwezigheid van de Drentse vesting Nutspete, al zou die ook zuidelijker gelegen kunnen hebben dan waar deze nu gedacht wordt zich te hebben bevonden.
De oorspronkelijke kerk was opgetrokken uit hout. Bij archeologisch onderzoek door de Rijksdienst voor het oudheidkundig Bodemonderzoek in de jaren 1970 bleek dat deze houten kerk gebouwd was op een podzolbodem, wat erop wijst dat deze net als op andere plekken in Drenthe, zoals Diever, Norg, Rolde, Sleen, Vries en Zuidlaren mogelijk direct op de heide is opgericht. Er is in elk geval daarvoor geen bebouwing of een akker geweest. Bij het archeologisch onderzoek werden 8 paren paalkuilen gevonden. Een deel kon niet worden opgegraven omdat het zich onder de orgelgalerij bevond. De gevonden paalkuilen wijzen op de aanwezigheid van een waarschijnlijk driebeukig kerkschip van maximaal 9 bij ongeveer 6 meter: Waarschijnlijk ging het om een middenschip met twee smallere zijbeuken. Of er ook een houten koor is geweest, was bij de opgravingen niet meer na te gaan.

### Korte bouwgeschiedenis van de stenen kerk
Kort na de bouw werd waarschijnlijk al het plan opgevat om een stenen kerk te bouwen. De huidige stenen kerk werd in verschillende fasen gebouwd:
1. In het laatste kwart van de 12e eeuw werd waarschijnlijk het stenen koor gebouwd.
2. Rond 1200 werden de onderste twee geledingen van de toren gebouwd. Koor en toren werden beiden vrijstaand van het houten schip gebouwd. Dit is zichtbaar aan het feit dat de steigergaten van beide radiaal zijn gericht op de hoeken en deze steiger dus waarschijnlijk geheel rond beide was opgericht.[10]
3. In het eerste kwart van de 13e eeuw werd het koor verhoogd en werd de eerste fase van het stenen schip tussen koor en toren gebouwd ter vervanging van het houten kerkschip. In het tweede kwart van de 13e eeuw werd de tweede fase van het schip voltooid, waarbij het schip werd verhoogd, tegelijkertijd met de toren.

Het koor meet aan binnenzijde 5,5 bij 4,5 meter en het schip 12,5 bij 8,5 m, waardoor de verhouding tussen beide bij benadering 1 tot 2 is.
Later werd de kerk nog diverse malen aangepast. De belangrijkste wijziging was de verhoging van het koor, hetgeen mogelijk in de 15e eeuw plaatsvond. Het koor kreeg toen spitsboogvensters en een kruisribgewelf. Een andere belangrijke wijziging vond plaats bij de reformatie rond 1600, toen de kerk geschikt gemaakt werd voor de protestantse eredienst. Daartoe werden onder andere de altaren uit de kerk gesloopt. Andere wijzigingen aan het gebouw waarvan de datum onbekend is, zijn:
1. verlaging van de dakhelling van het schip en het koor
2. de inbraak van een deur in de zuidmuur van het koor
3. de wijziging van verschillende vensters en de dichting van verschillende nissen, vensters en openingen
4. de inbraak van vierkante vensters in het westelijk deel van het schip onder en boven de orgelgalerij, mogelijk na de reformatie.

Bij de restauratie van de kerk tussen 1976 en 1977 werden veel oorspronkelijke romaanse elementen weer aan het oppervlak gebracht en werden de vierkante vensters in het westelijk deel van het schip grotendeels dichtgemetseld.

### Gebruik als katholieke kerk
De eerste vermelding van een priester in Noordlaren is waarschijnlijk in 1249, toen ene Sicco in 'Lare' voorging. Waarschijnlijk slaat Lare hier niet op Zuidlaren, waar voor zover bekend pas in 1264 een stenen kerk werd gesticht en waar geen houten voorgangers zijn gevonden. Bovendien wordt ook in 1262 gesproken over ene 'Siccone, plebanis de Northlare'. Een latere pastoor was Everardo, die genoemd wordt in 1360. De laatste pastoor van de kerk was Hieronymus Gaeripeius in 1589.
Tot het grondgebied van het kerspel Noordlaren behoorde naast Glimmen oorspronkelijk ook een stuk Woldgebied bij Wolfsbarge en Kropswolde. In Wolfsbarge werd vervolgens ook een houten kapel gebouwd als dochter van de kerk van Noordlaren. In 1282 besloot de abdij van Aduard om Wolfsbarge af te scheiden van Noordlaren. Omdat de moederkerk in Noordlaren hierdoor inkomen misliep, werden ter compensatie door het klooster 2000 stenen geschonken aan de kerk van Noordlaren om hiermee de kerkhofsringmuur te kunnen herstellen.

### Tachtigjarige Oorlog: Omvorming tot protestantse kerk
Noordlaren had veel te lijden onder de Tachtigjarige Oorlog. In 1588 werd de kerk gebruikt door troepen om zich te verschuilen. In 1589 werd de laatste priester Hieronymus Gaeripeius door het stadsbestuur van Groningen verbannen wegens ketterij. In de jaren erna bleef de kerk katholiek, maar van missen kwam weinig terecht doordat het gebied zwaar werd getroffen door rondtrekkende krijgsbenden, omdat zowel de Staatse als de Spaanse troepen het niet afdoende konden beschermen. In 1591 raakte de kerk zwaar beschadigd toen het dorp werd platgebrand. Bij de reductie in 1594 werd de kerk omgevormd voor de protestantse eredienst en samengevoegd met die van Midlaren. Een jaar later werd de kerk echter samengevoegd met de kerk van Haren, waarbij de eerste predikanten in Haren woonde. Na de instelling van de gemeente kampte deze echter nog met verschillende problemen. In 1598 klaagde predikant Tobias Seusing (de vierde predikant in 3 jaar) bij het stadsbestuur dat de boeren hun graan dorsten binnen de muren van de kerk en het stroafval niet opruimden. Verder klaagde de predikant dat de 3 altaren er nog steeds stonden ondanks het bevel van de ambtman van Selwerd om deze uit de kerk te verwijderen. Ook meldde hij dat de kinderen niet de calvinistische, maar de lutherse leer aanhingen en dus snel onderwezen moesten worden. De school was in 1591 afgebrand, waarop de schulte dan maar school hield in de kerk. In de jaren daaropvolgend werden regelmatig klachten geuit over 'papistische' zaken: Zo waren er in 1619 volgens de toenmalige predikant nog papistische kerkvoogden, werd in 1627 de schoolmeester vermaand voor het meegeven van papistische zegeningen aan de leerlingen (zijn opvolger 2 jaar later werd eveneens vermaand om dit niet te doen) en waren er in 1609, 1633 en 1635 klachten van de predikant over papistische bijeenkomsten in het huis van Sixtus Aldringa in Glimmen. In 1635 gebeurde dit bij de 'Hilige stede bij de ronde boom tho Jr. Wifferings thoe Glimmen'. Een ander gebruik dat nog lang bleef bestaan was de utigst; een maal bij begrafenissen, dat soms uitmondde in drinkgelagen; iets wat de katholieke kerk nooit helemaal had kunnen uitbannen en ook in de protestantse tijd nog lang voortduurde. Een deel van de bevolking van Noordlaren en Glimmen hield nog lange tijd vast aan deze en andere zaken uit het katholieke verleden. Om dit te veranderen werd gebruikgemaakt van pressiemaatregelen. Zo werden de armen door de diaconie gedwongen om in ruil voor bijstand de kerk trouw te bezoeken en werd rijken die niet het protestantisme aanhingen de toegang tot belangrijke regeringsbanen ontzegd. In het Gorecht werd om het bezoek aan de slecht bezochte middagdienst te vergroten besloten om de kinderdoop voortaan in deze dienst te houden. Een en ander leidde echter niet tot een veel groter bezoek aan de kerk. De middagdiensten werden zelfs in het geheel niet bezocht door de Glimmenaren. Pas eind 17e eeuw kwam hier enige verandering in.
In 1636 werd besloten om net als in andere Gorechter kerkgemeenten de kerkvoogdij voortaan te laten bestaan uit drie eigenerfden.
De Noordlaarders poogden reeds in 1613 bij het vertrek van de toenmalige predikant om van het Groningse stadsbestuur toestemming te verkrijgen om een eigen predikant te mogen aanstellen, maar vanwege te weinig inkomsten werd dit afgewezen. In 1618 werd dit weer afgewezen. Pas in 1644 kreeg Noordlaren een eigen predikant in de persoon van Wilhelmus Alstorphius (Helmi Althorpy), die werd beroepen vanuit Deventer. De kerkgemeente zou onafhankelijk blijven tot 2003.

### Eerste helft 17e eeuw: Reparaties en aanschaf van inventaris
In de 17e eeuw werd het kerkgebouw hersteld van de oorlogsschade en ingericht voor de protestantse eredienst. In het 'Protocollum ecckesiae Nortlarensis ofte kerckenboeck tot Nortlare' staat veel informatie over het reilen en zeilen van de kerk vanaf 1602. Het kerkboek vermeldt in de eerste helft van de 17e eeuw verschillende restauraties aan de kerk en toren. Er werd toen ook veel inventaris aangekocht: 
- In 1603 werden de eerste kerkbanken geplaatst en wordt gesproken over metselwerk, dakpannen en 'edtluck holdt'[5]
- In 1613 en 1614 werden vensters gerepareerd, werd een nieuwe vloer gelegd, werden de muren 'binnen en buiten undervangen, beworpen unde bewit' en werden windijzers voor de kleinste vensters geplaatst.
- In 1618 werden 300 bakstenen gekocht 'to ein pilars van buten de kercke'. Waarschijnlijk gaat het hier om een steunbeer. Dat jaar werd de kerk feestelijk weer officieel in gebruik genomen. Ter nagedachtenis aan de reductie van Groningen door stadhouder Willem Lodewijk van Nassau werd een gebrandschilderd raam geplaatst in de oostmuur van het koor. De stad Groningen schonk vervolgens ook een gebrandschilderd glas aan de kerk.[21] Een ander gebrandschilderd glas zorgde in de 17e eeuw voor een klein conflict toen 'gesworene' Willem Alting weigerde aan het avondmaal te komen omdat zijn glas niet op de plek was geplaatst waar hij het had gewild: In plaats daarvan bevond zich er een glas van de predikant.[22]
- Tussen 1638 en 1641 wordt melding gemaakt van verschillende reparaties aan een van de muren (onbekend welke). Voor de restauratie daarvan werden een aantal stenen huisjes van 'De Mepsche' uit Wolfsbarge gekocht, die vervolgens werden afgebroken en gebruikt werden als reparatiemateriaal. Deze restauratie stond onder leiding van stadstimmerman Claes Sijtses, die in 1644 ook de bouw van de pastorie leidde. In 1640 werden, mogelijk in verband met deze restauratie, ook 250 dakpannen en ankers gekocht.
- In 1647 werd de toren hersteld.
- In 1650 werd begonnen met de reparatie van het dak. In 1651 werden nieuwe  blauwe dakpannen op de kerk gelegd (waarschijnlijk op het schip), in 1652 op het koor en in 1664 ook op de toren.
- In 1658 wordt gesproken over "blauwe steentjes, vrij veel timmer-, metsel-, schilder- en ijzerwerk en glazen".

### Tweede helft 17e eeuw: Schade door de Munsterse oorlogen
In 1665 (Eerste Münsterse Oorlog) en 1672 (Tweede Münsterse Oorlog) werd het dorp geteisterd door Munsterse troepen, die de kerk in brand staken. In 1672 bivakkeerden Munsterse troepen in de kerk en vernielden ze daarbij waarschijnlijk het houten meubilair. Volgens Boeles waren in 1839 nog brandsporen te zien aan de kerk: Hij schrijft "De buitenzijde namelijk des Oostelijken muurs van het koor aldaar is, tot op eene aanmerkelijke hoogte, zwart, en wel, gelijk duidelijk zigtbaar is, door hevigen brand, welke zelfs eene scheur in het overigens hechte muurwerk ten gevolge heeft gehad en nog bij overlevering als het werk des vijands aangewezen wordt." Na de oorlog kon de predikant waarschijnlijk nog niet meteen weer beginnen, want in 1673 werd een verhoging van het salaris van de Harener predikant met 100 gulden bekostigd doordat het stadsbestuur de predikant van Noordlaren een salarisverlaging van 100 gulden gaf; mogelijk omdat hij zijn beroep niet kon uitoefenen. 
In 1675 begon het herstel van de kerk: Er werd een nieuwe zoldering aangebracht en er werden nieuwe dakpannen gelegd. In 1678 werden nogmaals 1000 blauwe pannen gelegd. Ook werden in 1675 nieuwe gebrandschilderde vensters geplaatst: Gezien de uitgavenpost werden deze glazen waarschijnlijk alleen in het koor aangebracht en werden in de andere vensters gewone ramen geplaatst. In 1698 zouden de gebrandschilderde ramen nog worden voorzien van nieuw loodwerk. Later werden alle gebrandschilderde glazen uit de kerk gehaald: Het laatste gebrandschilderde raam verdween rond 1850 uit het koor. Ten slotte werd in 1675 een nieuwe preekstoel gekocht, die werd betaald uit een omslag (hoofdelijke belasting) per erf. In 1680 werden de steunberen hersteld en wordt tevens gesproken over "steen, kalk, hout en pannen". In 1684 werden nieuwe banken geplaatst, die onder andere werden betaald uit een 'cota' (quotum; = hoofdelijke belasting naar ratio van bezit en inkomsten) onder de bevolking van Noordlaren.

### 18e en 19e eeuw
Noordlaren was waarschijnlijk over het algemeen vooral een doorgangsplaats voor predikanten. Zo stonden tussen 1644 en 1844 ongeveer 25 predikanten in Noordlaren, tegenover 9 in Haren. De langstdienende predikant van Noordlaren was Johannes Munkerus die 47 jaar in de kerkgemeente stond. Tot de bekendste predikanten behoren Pieter Boeles, die het eerste Groningse woordenboek schreef en zijn opvolger in 1827 Hendrik de Cock, die vervolgens in 1829 naar Ulrum vertrok, alwaar hij de bodem legde voor de Afscheiding van 1834.
In 1860 ontstond een conflict tussen de kerkenraad van Noordlaren en jonkheer Oncko Quirijn Jacob Johan van Swinderen, nadat de kerkenraad buiten hem om een nieuwe predikant had benoemd. Van Swinderen woonde op Meerwijk in Midlaren, maar had wel landerijen in Noordlaren. Hij vond dat hij op grond daarvan collatierecht bezat als eigendomsrecht, terwijl de kerkenraad vond dat dit collatierecht een publieksrechtelijk karakter droeg. Van Swinderen daagde daarop de kerkenraad voor de rechter met de eis dat de benoeming ongedaan werd gemaakt en hij voortaan eerst geconsulteerd zou worden bij een stemming. In 1865 oordeelde de Hoge Raad uiteindelijk dat Van Swinderen in zijn recht stond, maar hij vertoonde zich daarop niet meer in de kerk.
In 1881 overleed jonkvrouw Albertina Henriëtta ten Berge. In haar testament vermaakte zij 3 boerderijen en een woning aan de kerk, onder de voorwaarde dat de pachters en hun nazaten op boerderijen mochten blijven wonen en de pacht nooit verhoogd zou worden. De kerk schafte in reactie op deze nieuwe inkomsten de hoofdelijke belasting af, maar al snel bleek dat de kosten te hoog werden wanneer de pacht niet verhoogd werd, waarop de kerk de hoofdelijke omslag (kerkbelasting) weer invoerde. Dit leidde tot veel ongenoegen onder de bevolking, die meende dat het afschaffen van de hoofdelijke omslag ook was vastgelegd in de bepalingen van het legaat, hetgeen de kerk betwistte. Daarop onttrokken zich een aantal kerkleden aan de kerk door middel van een deurwaardersexploit. Hierbij speelde echter mee dat de kerk zich in die tijd bewoog van vrijzinnig naar rechtzinnig. Mensen die toch al niet meer in de kerk kwamen, gebruikten nu de herinvoering van de hoofdelijke omslag als excuus om afscheid van de kerk te nemen. Om kritiek weg te nemen werd de hoofdelijke omslag vrijwillig gemaakt; een soort vaste vrijwillige bijdrage.
In de 18e en 19e eeuw worden enkel periodieke herstellingen aan het kerkgebouw gemeld. In 1713, 1808, 1822, 1872 en 1876 werd de kerk aan binnenzijde geverfd. In het eerstgenoemde jaar werd tevens de vloer hersteld. In 1722 kreeg de kerk haar huidige klok. In 1874 kreeg de kerk een nieuwe vloer van (rode) Bremer zandsteen en werden tevens nieuwe kerkbanken aangeschaft. In 1876 werd de kerk van buiten gepleisterd met portlandcement. Deze pleistering werd precies 100 jaar later weer verwijderd bij de restauratie. In 1879 ten slotte werd de kap vernieuwd.

### 20e eeuw
Van oudsher behoren Glimmen en Harendermolen tot het kerspel en de klokslag (rechtsgebied) van Noordlaren. Begin 20e eeuw begon Glimmen echter te groeien in inwonertal en rond 1930 begon men ook daar kerkdiensten te houden. In 1950 werd hiervoor een houten kapel gebouwd. De kerkgemeente bleef echter wel verenigd. Het aantal kerkgangers liep na de Tweede Wereldoorlog steeds verder terug en er bleven steeds meer plaatsen leeg. In 1948 werden daarom de -toch overtollige- banken uit het koor gebroken om een betere ruimte te krijgen voor de avondmaalsviering. In plaats van alleen de kerkvoogden kon men nu allemaal ter tafel gaan.
In 1968 begon men met het organiseren van concerten in de kerk. In de loop der tijd werd het aantal functies van de kerk verder uitgebreid.
Tussen 1976 en 1977 werd de kerk inwendig en uitwendig gerestaureerd door aannemersbedrijf Woudenberg uit Ameide onder leiding van architect Piet(er Lauwrens) de Vrieze. De kosten bedroegen ruim een half miljoen gulden (circa 230.000 euro). Het project werd uitgevoerd in het kader van de aanvullende werkgelegenheid. Bij de restauratie werd de pleisterlaag weggehaald en werden verdwenen bouwsporen (zoals nissen, vensters en deuropeningen) en schilderingen weer aan het licht gebracht. Enkele later aangebrachte vierkante vensters in het westelijk deel van het schip grotendeels dichtgemaakt.
In 2003 fuseerde de gemeente Noordlaren-Glimmen met de gereformeerde kerk Haren-Glimmen tot een Samen op Weg-gemeente, waarop in 2005 de houten kapel in Glimmen werd vervangen door een nieuwe kerk en in 2007 de (gefuseerde) Protestantse gemeente te Noordlaren Glimmen werd opgericht. De kerkgemeente houdt in de wintermaanden dienst in de Bartholomeüskerk op de tweede zondag van de maand en in de zomermaanden om de week.

## Exterieur

### Algemeen
De kerk bestaat uit drie bouwdelen die aan de buitenzijde goed van elkaar te onderscheiden zijn: Aan oostzijde het kleinere en smallere koor, ten westen daarvan het bredere en hogere schip en ten westen daarvan de toren met de hoofdingang van de kerk. De muren van de kerk zijn opgetrokken in kettingverband met kistwerk (gietwerk) in de muren, opgevuld met zwerfkeitjes die zijn ingemetseld met schelpkalk. Ook de fundering bestaat uit veldkeitjes. De fundering onder het schip is echter minder diep dan die onder het koor en de toren. Tussen 1876 en de restauratie van 1976 was de kerk van buiten gepleisterd. Het dak van de kerk werd waarschijnlijk in de 17e eeuw gedekt door roodkleurige monniken en nonnen en vervolgens met blauw geglazuurde golfpannen. In de jaren 1651-52 werden nieuwe blauwe dakpannen gelegd op koor en schip en in 1664 ook op de toren.

### Koor
Het koor vormt het oudste deel van de kerk. Het is rechtgesloten, min of meer vierkant van vorm en smaller dan het schip. Het koor had vroeger twee uitbouwen aan noord- en zuidzijde en een overkapping aan oostzijde, die zichtbaar zijn op foto's uit 1942 en mogelijk bij een verbouwing in 1948 werden weggesloopt.

#### Oorspronkelijke koor

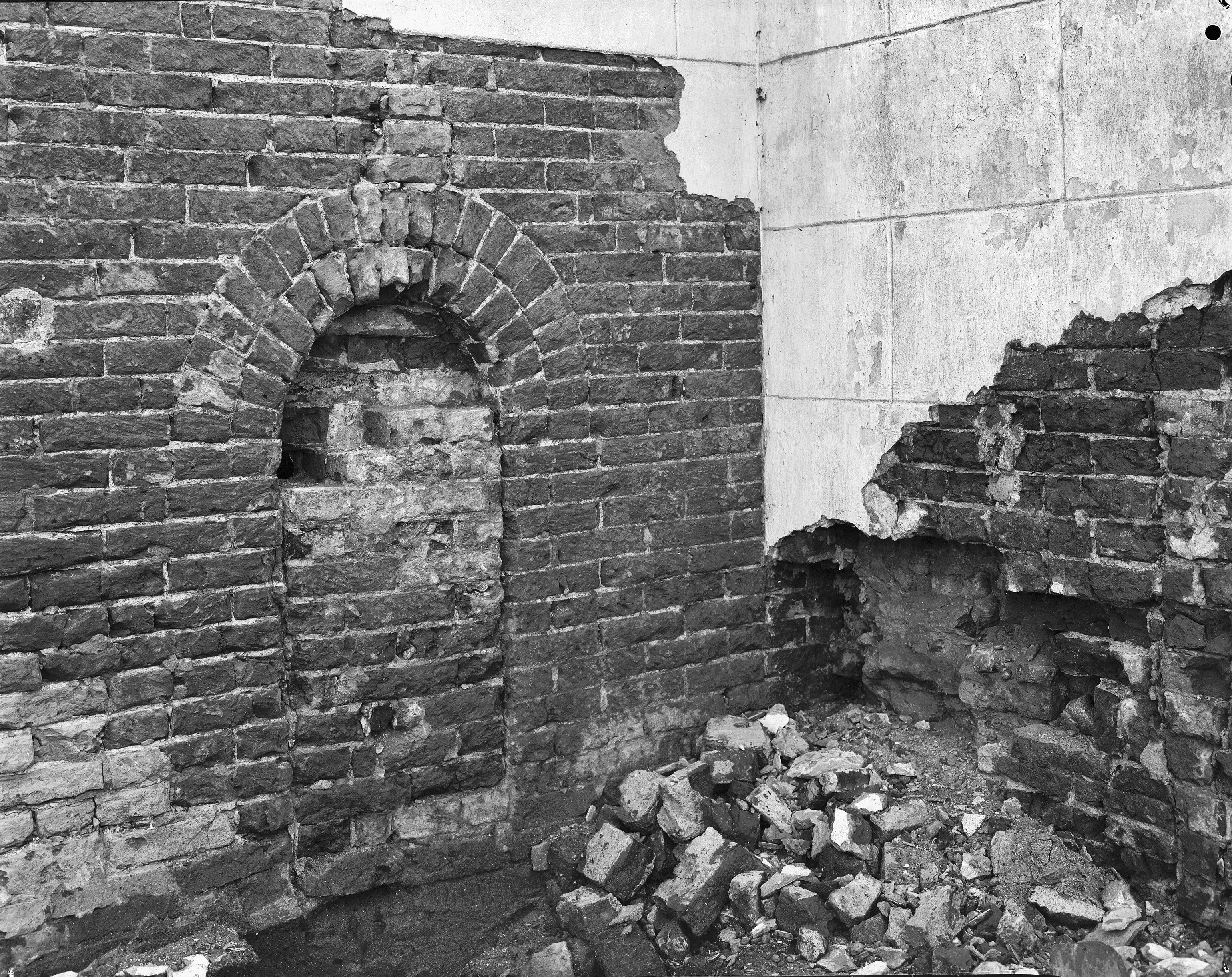
Noordingang koor bij de restauratie

Het koor wordt op basis van de vormgeving van de noordelijke ingang en de vensters gedateerd op het laatste kwart van de 12e eeuw tot ongeveer 1200. Van een mogelijk houten voorganger zijn geen resten teruggevonden. Het koor werd oorspronkelijk opgetrokken in  de voor die tijd kenmerkende Romaanse stijl. De muren zijn opgemetseld in strekkenlagen, die veelal om de vier à vijf strekken werden afgewisseld met haaks op de muur geplaatste stenen om zo de vulling met de schil te verbinden. Het oorspronkelijke koor werd gedekt door een zadeldak, waarvan een deel van de oostelijke topgevel nog resteert. Deze topgevel heeft het aanzien van een vallende tand onder een helling van ongeveer 50 graden.
Het koor had drie romaanse vensters aan noord-, oost- en zuidzijde. Het venster aan noordzijde werd later dichtgezet, maar is weer zichtbaar gemaakt bij restauratie. Dit venster wordt van buiten gedekt door een rondboog en vormt van binnen een segmentboognis. In het venster is ergens eind 20e eeuw een gebrandschilderd glas geplaatst van de schutspatroon Bartholomeüs. De andere twee vensters zijn later vervangen door spitsboogvensters en van deze oorspronkelijke vensters zijn slechts weinig sporen teruggevonden bij de restauratie. Het resterende Romaanse venster heeft aan binnen - en buitenzijde schuine dagkanten.  In het hart van de muur was een versnijding (in de vorm van rechtopstaande strekken) aangebracht voor een eventuele afdichting van het venster, maar sporen van afdichtingen zijn niet gevonden.
In het koor werden twee identieke priesteringangen gemaakt aan noord- en zuidzijde. De ingang aan noordzijde werd na de 15e eeuw omgebouwd tot een nis in dezelfde periode dat ook een nis in het midden van de noordmuur van het koor werd gebroken dwars door het oude Romaanse venstertje heen. De ingang aan zuidzijde werd later vergroot en aan bovenzijde voorzien van een houte latei. In een latere periode werd de grond rond de kerk verhoogd, zodat de zuidingang nu kleiner lijkt dan deze vroeger was. De beide ingangen werden weer tevoorschijn gehaald bij de restauratie, maar de noordingang werd dichtgemetseld gelaten. De noordingang wordt ook wel een noormannenpoortje genoemd naar het vroegere volksverhaal dat dergelijke doorgangen expres zo laag waren gemaakt om de kerkgangers te doen buigen naar de noormannen, die echter bij de bouw van de kerken al eeuwen niet meer in Nederland kwamen.

#### Eerste verhoging
Waarschijnlijk werd het koor ongeveer een meter verhoogd toen het schip werd gebouwd.  Aanwijzingen hiervoor zijn dat het kruipgat in de westelijke topgevel anders deels op de kap zou aansluiten, hetgeen niet logisch zou zijn. Ook is er geen dakmoet zichtbaar van het oude koor. Mogelijk hing deze verhoging samen met het slaan van een hoger meloengewelf dat mogelijk leek op dat in het koor in de Nicolaaskerk in Haren. De aanzetten van de muraalbogen zijn nog aanwezig. De gebruikte stenen voor deze verhoging waren groter en lichter van kleur zodat  het verschil duidelijk te zien is.
Mogelijk werden bij deze verhoging ook aan weerszijden van het bestaande romaanse venstertje in de oostmuur twee nieuwe rondboogvenstertjes ingebroken om zo meer licht te krijgen op het hoofdaltaar, dat tegen de oostmuur stond. Van deze venstertjes werden zowel de dagkanten als de afzaten inclusief het vulwerk bepleisterd. In tegenstelling tot het oorspronkelijke romaanse venster hadden deze beide venstertjes wel kantmontants. Later werden deze venstertjes weer door het huidige spitsboogvenster vervangen.

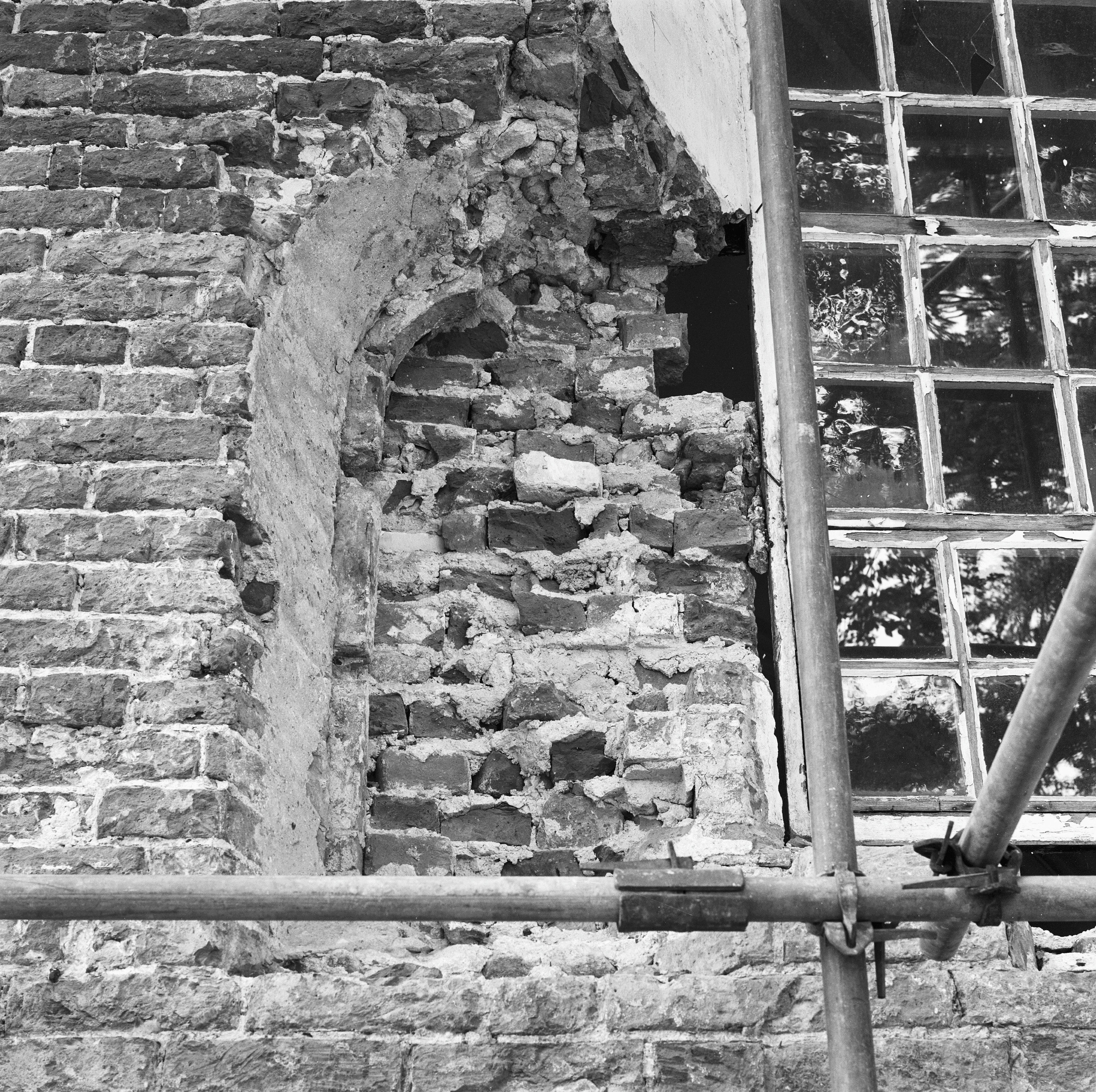
Restant van een doorbroken romaans venstertje ten noorden van het latere gotische venster in de oostmuur van het koor. Bij de restauratie werd dit romaanse venstertje weer achter de muur gebracht.

#### Tweede verhoging (ca. 15e eeuw)
Waarschijnlijk in de 15e eeuw werd  zowel het koor als het schip verhoogd om zo een hoger gotisch kruisribgewelf te kunnen plaatsen ter vervanging van het oude meloengewelf. In de top aan achterzijde van het koor werd toen een nis met een lucht- of lichtopening gemaakt. In de oost- en zuidmuur werden gotische vensters geplaatst: in de oostmuur dwars door de drie romaanse venstertjes en in de zuidmuur dwars door het romaanse venster. De spitsboog aan bovenzijde van dit venster werd tegelijk met het nieuwe bovenste deel opgemetseld. De dagkant aan buitenzijde verspringt 2 keer met rechte hoeken en loopt aan binnenzijde schuin af. Later werd de dagkant aan buitenzijde ook afgehakt en aangevuld tot een schuine dagkant. De nieuwe vensters werden voorzien van een houten roedeverdeling net als bij de vensters in het schip. Mogelijk werd bij deze verhoging ook het kleine rechthoekige venstertje in het zuidelijke deel van de oostmuur van het schip boven het dak van het koor gemaakt.

### Schip
De kerk heeft een eenbeukig rechthoekig schip  van twee traveeën breed.

#### Bouw algemeen
Het schip werd in de eerste helft van de 13e eeuw gebouwd na de voltooiing van het koor en het onderste deel van de toren.  Dit schip lijkt minder verfijnd gebouwd dan het koor. De muren zijn ook minder diep gefundeerd en slechts bij een muur werd een rollaag toegepast als ondersteuning voor de muur. 
Het schip werd in twee fasen gebouwd. Aanvankelijk was het waarschijnlijk de bedoeling om het schip te overwelven, maar de plannen hiervoor werden later bijgesteld. Aanwijzingen hiervoor zijn: 
- het feit dat de traveeën aan binnenzijde door muurpenanten zijn gescheiden, maar aan buitenzijde niet door lisenen;
- de aanwezigheid van gewelfaanzetten met daarop 5 lagen metselwerk van de hoekpenanten in de noord- en zuidwesthoek die op 4 meter hoogte later zijn afgehakt (aan noordzijde is alleen de fundering teruggevonden);
- sporen van de overwelving in de noord-, oost-, en zuidmuur;
- een afgehakte muraalboog in de oostmuur (deels verstopt achter een muurschildering);
- een segmentvormige boog onder de strijkbalk van de oostelijke torenmuur;
- afgehakte muraalbogen tot halverwege de muren in de noord- en zuidmuur.

De reden dat men tijdens de bouw blijkbaar is teruggekomen op het maken van een overwelving is onzeker. Een reden zou een combinatie van oorlog en verwoesting of kosten en technische haalbaarheid kunnen zijn. Mogelijk waren de financiën toen ook minder toereikend, want het schip wekt de indruk minder verfijnd te zijn gebouwd. Er wordt wel gedacht dat dit samenhing met de strijd tussen de stad-Groningers en de Fivelingoërs en Drenten in 1231 die wordt genoemd in de Naraccio, waarin staat vermeldtotum Lare cum ecclesia combusserunt ("Heel Lare met de kerk is verbrand"). Lange tijd werd gedacht dat hiermee Zuidlaren wordt bedoeld omdat er ook gesproken wordt over een veemarkt. De laatste tijd wordt echter gedacht dat hiermee ook Noordlaren kan zijn bedoeld. Van de kerk van Zuidlaren is namelijk geen houten voorganger aangetroffen en de huidige kerk aldaar stamt van 1264. Daarbij is het onzeker of Zuidlaren toen al een veemarkt had. Het wordt voor mogelijk geacht dat Drenten zich in de kerk hadden verschanst of dat de bevolking van Noordlaren toen op de hand van de Drenten. In plaats van een overwelving werd een zoldering geplaatst.

#### Eerste bouwfase

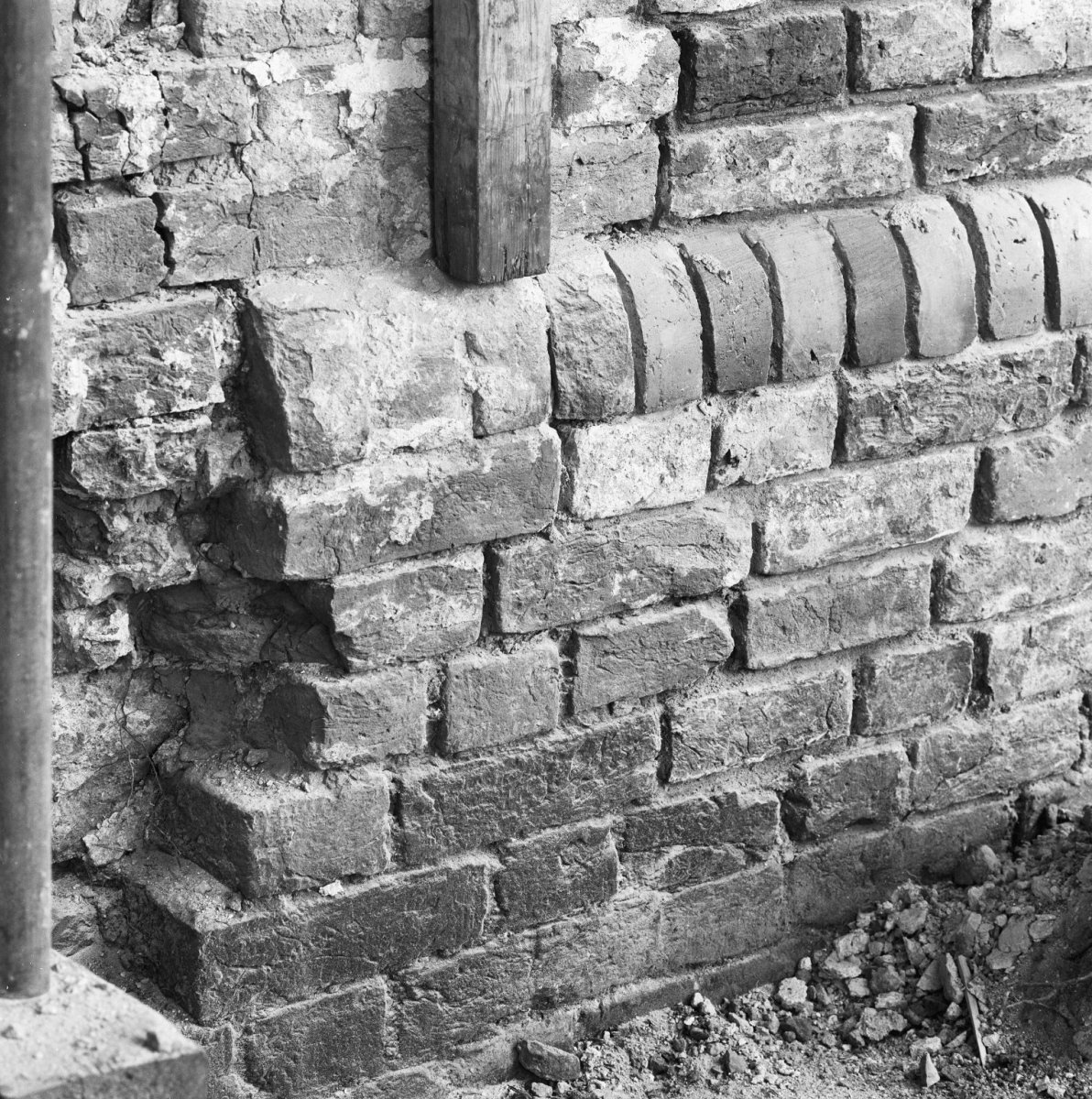
De plint met daarboven de kwartronde rollaag

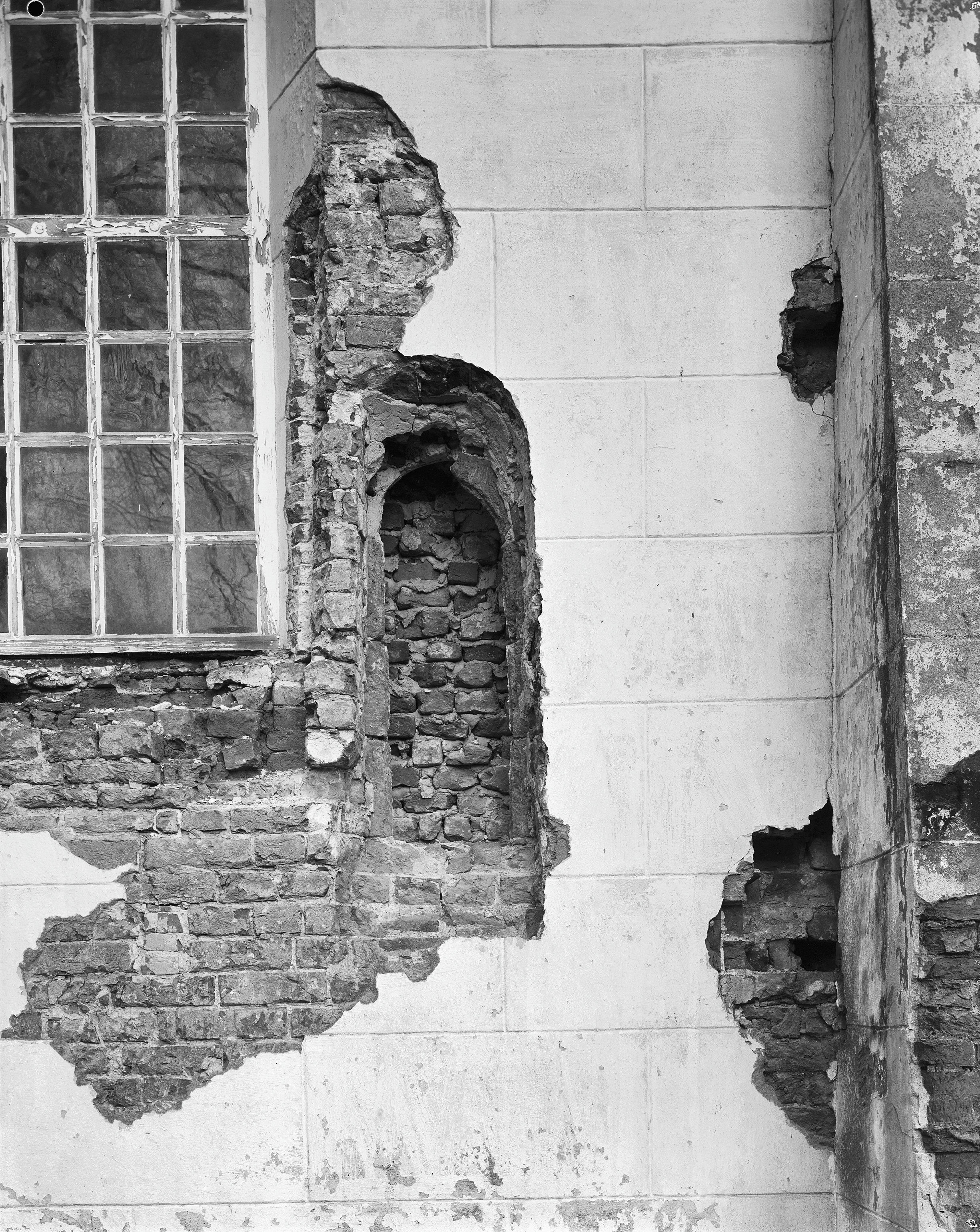
Restant romaans venstertje in de zuidmuur van het schip

In het eerste kwart van de 13e eeuw werd de eerste fase van het stenen schip tussen koor en toren gebouwd ter vervanging van het houten kerkschip. Waarschijnlijk is het stenen schip toen zonder aansluiting 'koud' tegen beide andere bouwdelen aangebouwd: Als een soort dilitatievoeg werd een naad opengehouden, die werd opgevuld met koppen. Omdat de toren en koor iets uit het lood staan wordt de naad naar boven toe smaller en is daar opgevuld met stukken steen en puin. De noordmuur van het schip werd evenwijdig aan toren en koor gebouwd. Omdat de toren echter iets versprongen is ten opzichte van het koor en omdat men het schip over de breedte gezien precies halverwege beide bouwwerken wilde plaatsen, loopt de zuidmuur niet evenwijdig aan de noordmuur maar loopt naar het westen toe naar buiten. De noordmuur staat boven op een plint die wordt afgesloten door een kwartronde rollaag. Deze plint werd later aan buitenzijde weggehakt en vervangen door machinale steen. Achter de steunberen is de plint echter nog intact. Bij de restauratie werd de plint hersteld.
In de noord- en zuidmuur werden drie smalle (ongeveer 60 cm brede) hoogopgaande gelijkmatig verdeelde rondboogvensters geplaatst met schuine dagkanten aan binnen- en buitenzijde en met afzaten die kennelijk doorliepen tot op een waterlijst. Resten van deze waterlijst  zijn teruggevonden aan de rand van een van de latere spitsboogvensters in de noordgevel
In het oostelijke deel van de westelijke travee werd zowel in de noord- als zuidmuur een ingang gemaakt.
De zuidingang heeft een rondboog met aan buitenzijde dagkanten die het aanzicht hebben van twee recht inspringende hoeken die de vorm van de boog volgen. Aan binnenzijde van de zuidingang wordt de toegang omvat door een segmentboognis. De dorpel wordt gevormd door een rode zandstenen plaat. De noordingang wordt aan buitenzijde omvat door een grotere inspringende rechte hoek die boven de poort naar binnen verspringt tot een vierkant.  Het metselwerk in dit vierkant is verstoord en op basis van de aanwezigheid van gebogen naden wordt vermoed dat er vroeger een nis in heeft gezeten. De noord- en zuidingang werden later dichtgezet, maar zijn bij de restauratie weer geopend. De noordingang werd echter vervolgens opnieuw dichtgemetseld.

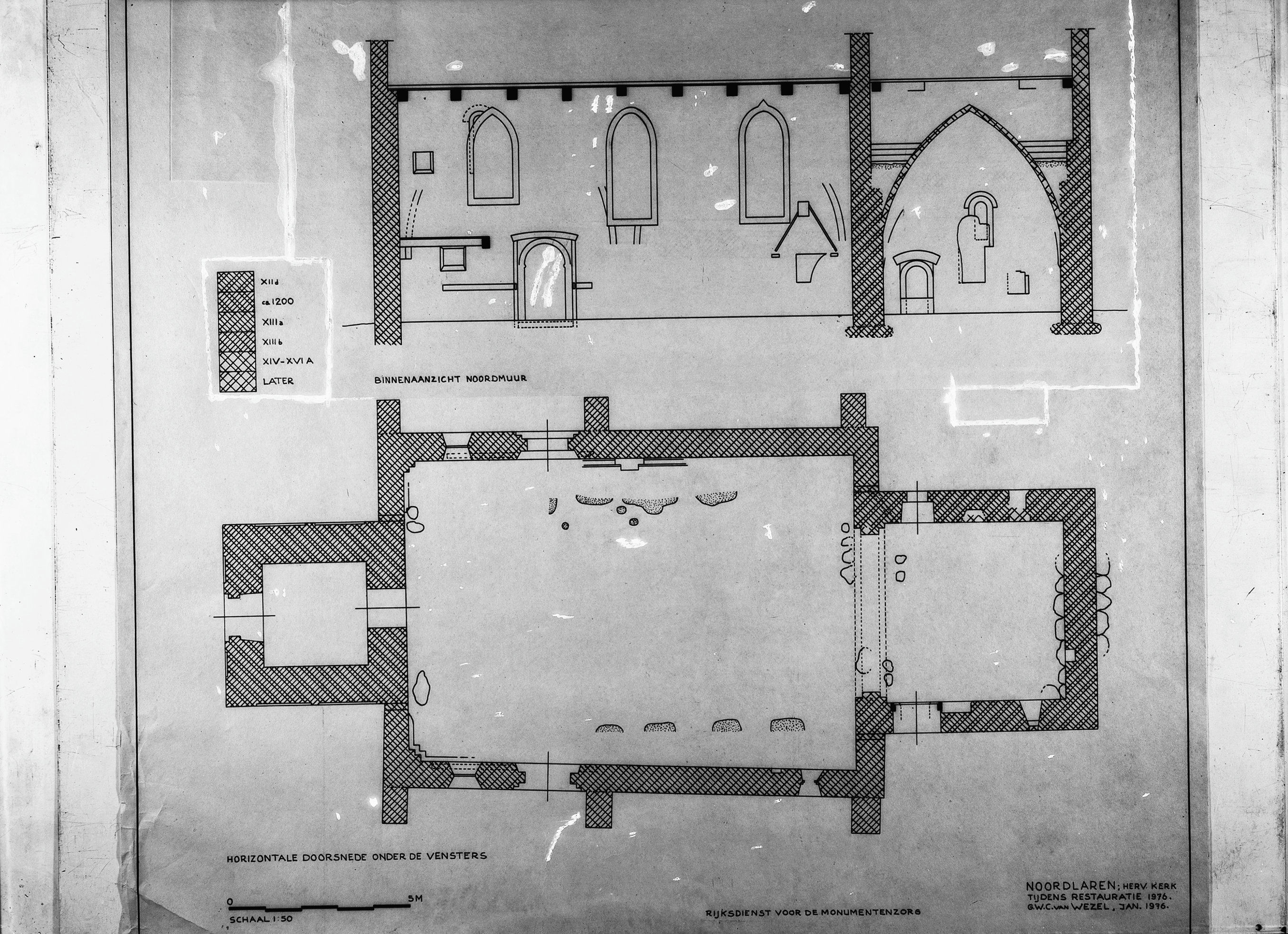
Schematische doorsnede van de kerk van Noordlaren door Wezel bij de restauratie. De onderste schets toont onder andere de verhouding tussen de drie bouwdelen met de uitwijkende muren van het schip.
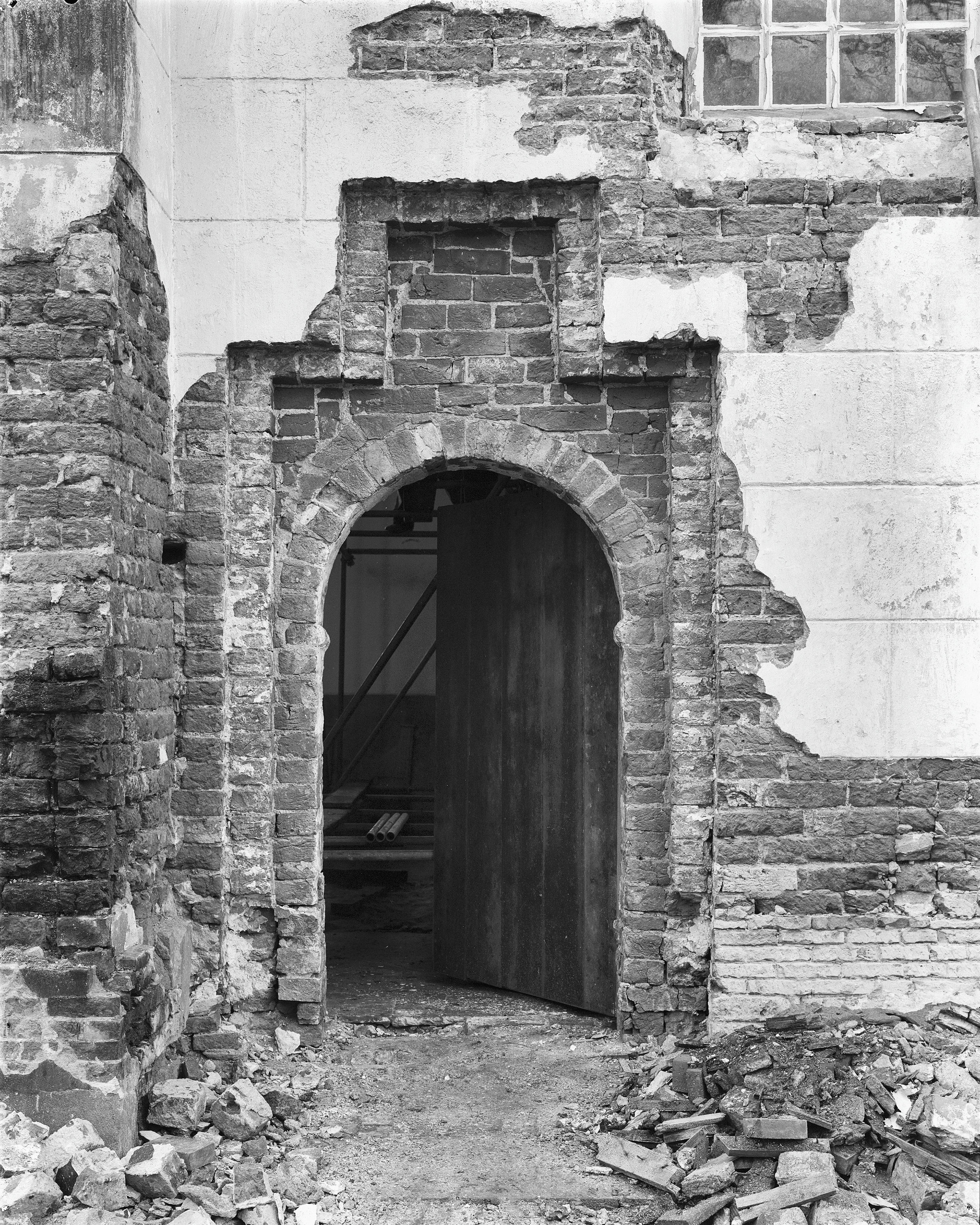
Geopende noordingang (1976)
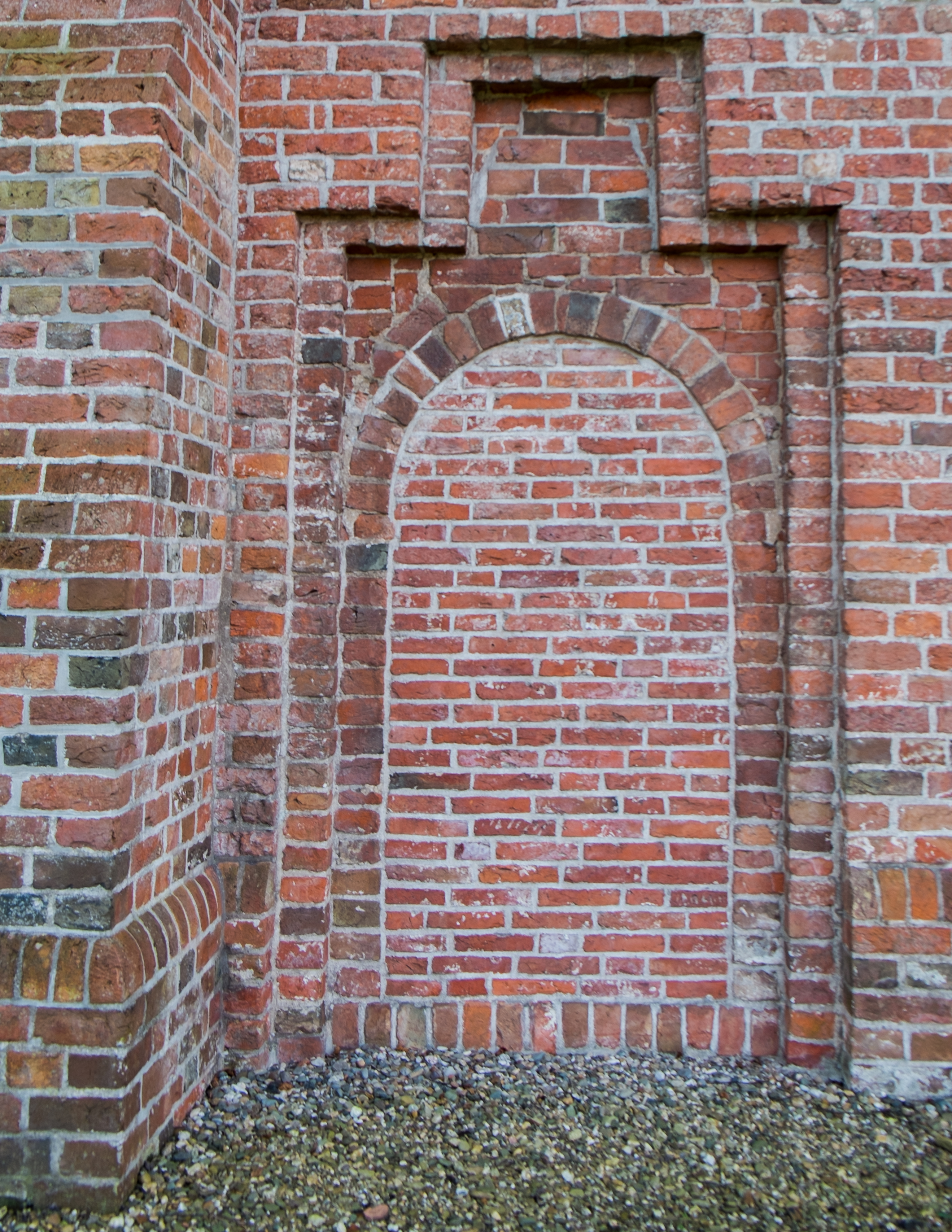
Dichtgezette noordingang na de restauratie

#### Tweede bouwfase
In het tweede kwart van de 13e eeuw werd het schip afgebouwd (zonder overwelving), tegelijk met de toren. De overgang tussen beide fasen van het schip wordt gemarkeerd door een waterlijst, die in een latere periode (mogelijk bij het bepleisteren van het schip) weer werd afgehakt. De muren boven de waterlijst werden opgetrokken in kettingverband en werden aan bovenzijde afgedekt door een profiellijst, die bestaat uit twee rollagen:  De onderste met een kwartbol- en de bovenste met een kwartholprofiel. Boven op deze rollagen werd nog een strekkenlaag gemetseld.
Het schip werd tijdens de tweede fase van de bouw versterkt met drie steunberen aan noord- en zuidzijde. Deze steunberen zijn ongelijkmatig verdeeld door de plaatsing van de vensters. En zijn door inkassingen verbonden met de schipmuur. Achter de steunberen zijn resten van steigergaten teruggevonden.  De steunberen aan noordzijde zijn nog origineel: Deze verjongen zich tot viermaal toe via versnijdingen. De steunberen aan zuidzijde zijn later gewijzigd: Deze lopen schuin tot ongeveer een meter onder  de dakvoet, waar ze overgaan in lisenen. Een van de zuidelijke steunberen werd in 1618 vernieuwd. Bij de restauratie werden de steunberen aan zuidzijde gereconstrueerd naar die aan de noordzijde, waarbij de rollaag om de steunberen heen werd gevoerd.
In het oostelijke deel van de zuidmuur werd ofwel tijdens deze bouwfase of iets later een romaans venstertje ingebroken om zo meer licht op het zijaltaar te verkrijgen.

#### Verhoging van het schip (ca. 15e eeuw) en latere verbouwingen
In de 15e eeuw werd tijdens de verbouwing van de kerk het schip opgemetseld tot haar huidige hoogte. Boven de zuidelijke flank van de triomfboog in de oostmuur tussen koor en schip en beneden de muraalboog bevindt zich een dichtgemetselde nis die vroeger mogelijk werd gebruikt om vanuit het schip in de kap van het koor te komen. Deze nis is alleen zichtbaar vanuit het koor.
Mogelijk werden tijdens deze verbouwing ook de spitsboogvensters in de zuidmuur van het schip geplaatst;  tegelijkertijd met de nieuwe vensters in het koor. De vensters in de noordgevel zijn echter minder spits dan die aan zuidzijde en zijn vermoedelijk later geplaatst. Mogelijk waren deze nog aanwezig in 1614, toen een rekening vermeldde "item den Smedt 3 dall. 13 st. ¢ voor wintisers to die kleinste vensters". De  afzaat van het westelijkste venster van de noordmuur ligt hoger, wat er mogelijk op kan wijzen dat de noordingang bij het inbreken van dit venster nog in gebruik was. In een rekening uit 1613 staat vermeld: "die stenen uit die fensters to breken ende die holten darin te setten met de bruggen darin te maken ende die fensters to repareren", wat duidelijk maakt dat men toen al bezig was de stenen montants te vervangen door houten exemplaren.
Latere aanpassingen aan het schip zijn onder andere het verlagen van de kap en het inbreken van een tweetal vierkante vensters schuin boven elkaar in zowel de noord- als de zuidgevel, werden aan westzijde (torenzijde) voor meer licht onder en boven de orgelgalerij. Deze vensters werden blijkbaar niet passend geacht in de jaren 1960, want de onderste twee van deze vier vensters werden bij de restauratie verkleind tot  smalle nissen en de bovenste werden toen dichtgemetseld.

### Kapconstructie van de kerk

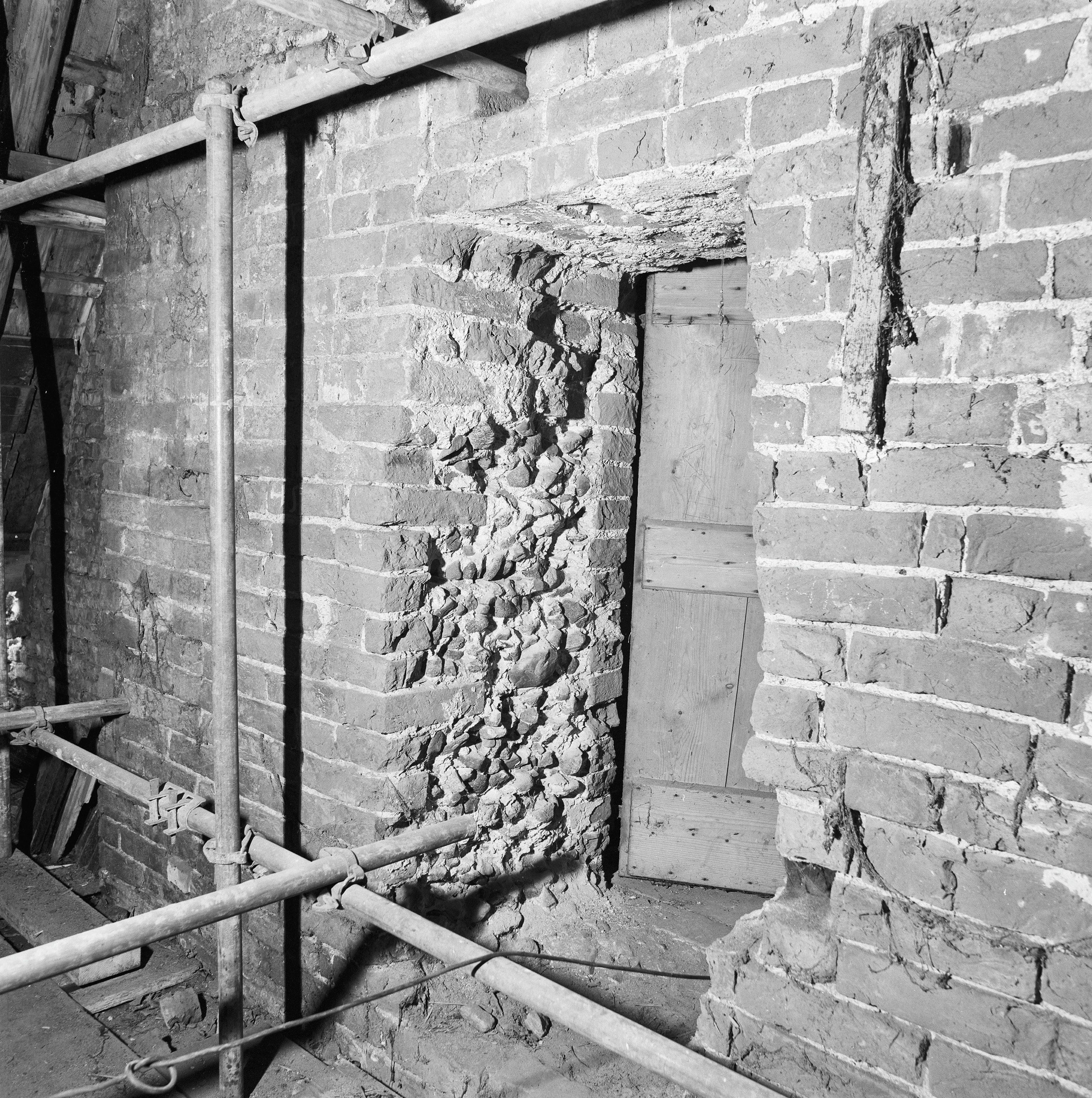
Opengebroken doorgang tussen schip en toren

Het dak van schip en koor was oorspronkelijk hoger. Na de 15e eeuw werden om onduidelijke redenen de kappen van zowel koor als schip verlaagd. 

#### Koor
De kap boven het koor is op de eikenhouten standzonen na geheel gemaakt van naaldhout. De kap is opgebouwd uit sporenparen rustend tegen de nokgording, die elk versterkt worden door twee boven elkaar geplaatste haanhouten. De onderste haanhouten worden om en om verstevigd met korbeels. Deze korbeels  zijn door spijkers en zwaluwstaartvormige inkepingen verbonden met de haanhouten en de sporen. De oost- en westmuur van het koor zijn voorzien van strijkbalken die ter versteviging geschoord worden door horizontaal geplaatste balken. Vanuit het schip is later een doorgang uitgehakt naar de toren om beter bij de kap te kunnen komen.

#### Schip
Het huidige dak wordt ondersteund door een 'hol-bol-rondlaag'. De eikenhouten spanten zouden mogelijk nog van de oorspronkelijke verhoogde kap kunnen resteren, maar zijn daarbij wel ingekort. Deze vier spanten bestaan allemaal uit een juk en zij worden ondersteund door windschoren die aan de grenenhouten fliering en de spantbenen zijn bevestigd. De flieringen zijn bevestigd aan de spantbenen door zwaluwstaartvormige inkepingen. De bovenste flieringen rusten op haanhouten en worden ter hoogte van de jukken ondersteund door naaldhouten schoren die zijn gericht op het hart van het schip. De sporen zijn eveneens van naaldhout. De eikenhouten standzonen aan de voet van de kap dateren waarschijnlijk eveneens nog van de oude kap. Enkele ervan dragen namelijk nog ingekraste telmerken.
De sporen en standzonen zijn aan de muurplaten bevestigd door blokkeels.

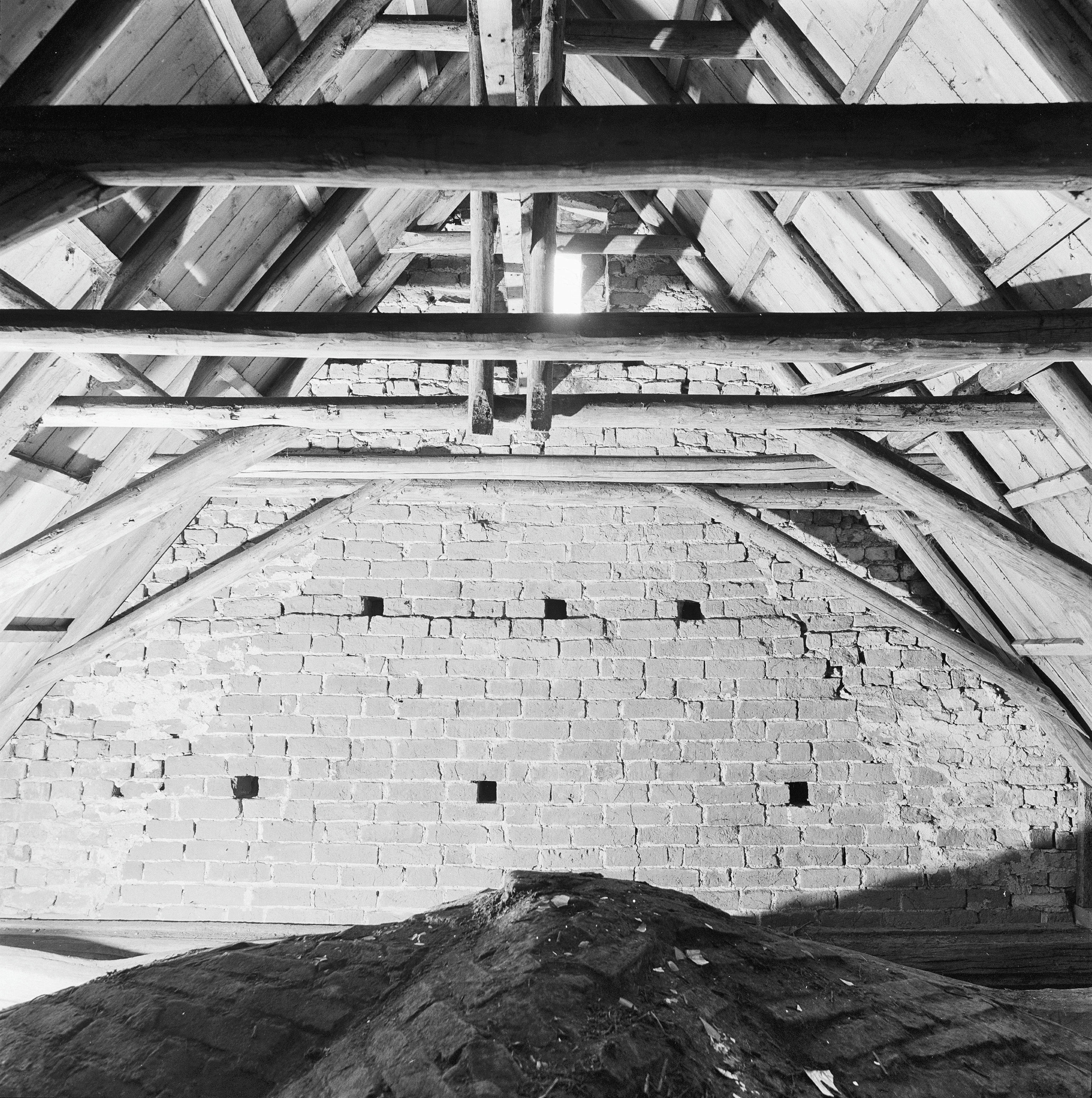
Kapconstructie van het koor naar het oosten gezien
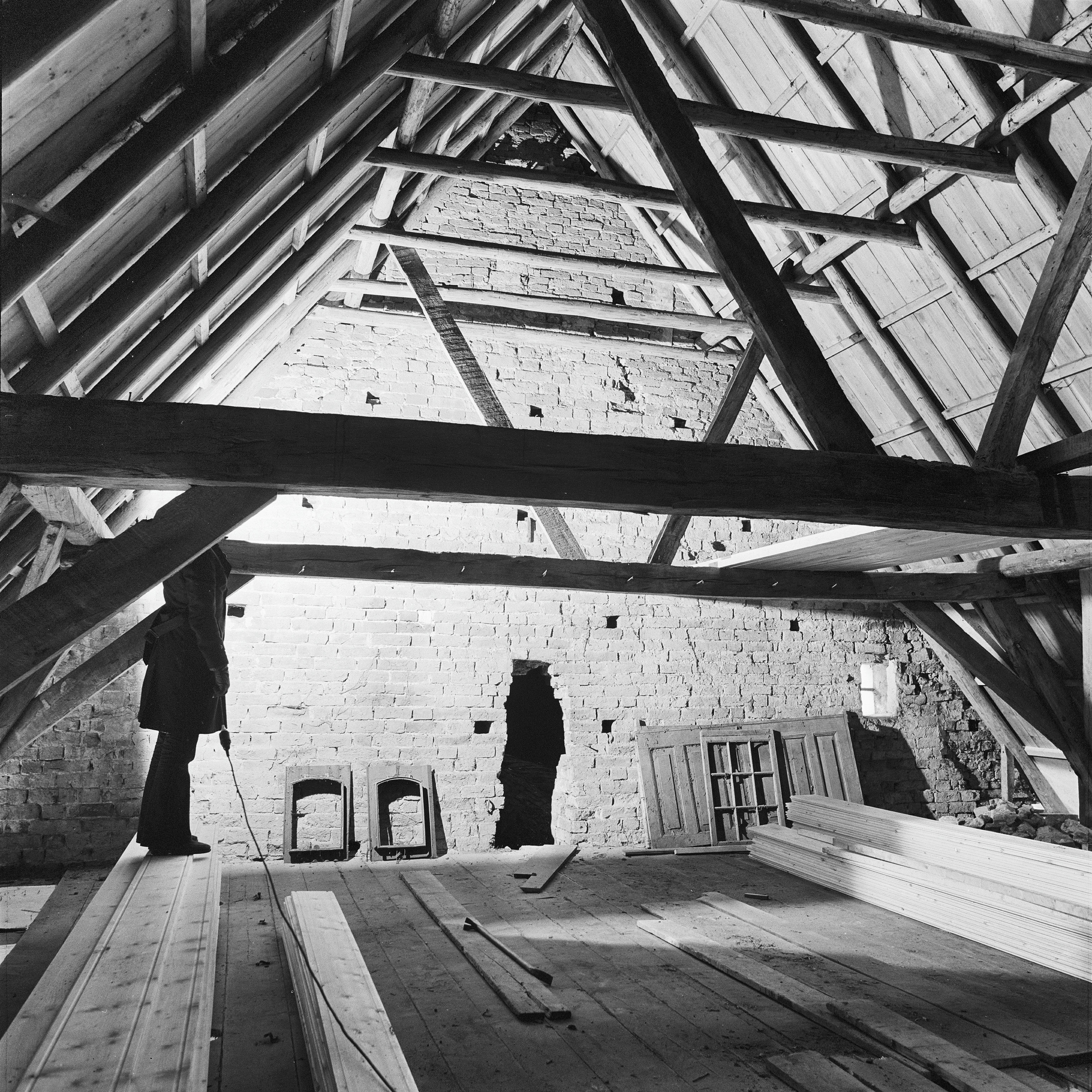
Kapconstructie van het schip naar het oosten gezien

### Toren

#### Bouwgeschiedenis
Aan westzijde van de kerk bevindt zich een forse toren van drie geledingen die gedekt wordt  door een zadeldak. De onderste twee geledingen van de toren werden na de bouw van het kerkkoor net als het koor vrijstaand gebouwd van het houten schip, waarbij de muurstrekken om de 3 à 6 strekken werden afgewisseld door een kop. Door hun typisch romaanse stijl met spaarvelden met rondbogen kunnen de beide geledingen niet na de 13e eeuw worden geplaatst. Vermoed wordt dat de toren rond 1200 tot stand kwam. Luning noemt het gietwerk van de muren een risico, want bij aantasting van de muur zouden de keien naar buiten kunnen rollen en de toren kunnen instorten. De as van de toren staat ongeveer 25 cm ten noorden van de as van het koor. Mogelijk is dit bij de bouw veroorzaakt door een slechte uitzetting door de aanwezigheid van het houten schip.
In de onderste geleding van de toren bevindt zich aan westzijde de ingang naar de kerk, die wordt gedekt dooreen rondboog. De doorgang naar het schip aan de andere zijde werd al bij de eerste bouwfase gemaakt en wordt afgedekt door een rondboog. Aan noordzijde van deze doorgang zijn aan de kant van het schip duimen teruggevonden voor de gehengen. De deur naar het schip werd later echter aan de binnenkant van de toren gehangen. In de eerste geleding bevinden zich aan noord- en zuidzijde twee ondiepe spaarvelden. De spaarvelden aan noordzijde worden elk afgedekt door een rondboog en worden van elkaar gescheiden door een liseen, terwijl  de spaarvelden aan zuidzijde worden onderverdeeld door tufstenen kraagsteentjes, waarop in het midden twee rondbogen ter afdekking rusten. De spaarvelden aan beide zijden van de toren stoppen boven het maaiveld.  Ook de ingang aan westzijde wordt geflankeerd door een langwerpige nis die ongeveer half zo groot is als de nis aan noordzijde van de toren. De tweede geleding bevat aan noord-, west- en zuidzijde een enkel breed spaarveld dat door twee grote rondbogen wordt afgedekt waaronder in het midden zich een smalle hoge lichtopening bevindt. 
Boven de spaarvelden in de tweede geleding op ongeveer 8 meter hoogte  is men verder gaan metselen in massief werk, dat 85 cm hoger overgaat in metselwerk uit de latere bouwperiode, die mogelijk samenviel met de verbouwing rond de 15e eeuw. Dit is zichtbaar aan een versnijding van 4 centimeter aan oostzijde van de toren. Het muurwerk boven de tweede geleding bestaat uit massief metselwerk met kop- en strekkenlagen, waarbij de strekkenlagen op sommige plaatsen ook koppen hebben. In de bovenste geleding bevinden zich aan noord- en zuidzijde 2 galmgaten, die zijn afgedekt met segmentbogen. Tussen beide galmgaten prijkt een wijzerplaat. In 1653 komt deze voor het eerst voor als de stad Groningen subsidie verleent voor het 'maecken van een uyrwerck'. In 1919 kreeg de toren een elektrisch uurwerk.
De topgevels waartussen het zadeldak is geplaatst zijn van nog weer latere datum of zijn later vernieuwd. Het is niet duidelijk of de latere delen werden geplaatst na herbouw of nadat men -bijvoorbeeld na een periode van financiële moeilijkheden-  weer geld had om verder te bouwen. Mogelijk werd het zadeldak ook vervangen in de 16e of 17e eeuw, toen ook een deel van de spitsboogvensters werd geplaatst in de kerk. Mogelijk had de toren oorspronkelijk ook een ander dak, maar hiervoor zijn verder geen gegevens. Het zadeldak is in elk geval al behoorlijk oud.
Op het dak gaf eeuwenlang een paard de richting van de wind aan. Luning denkt dat het hier gaat om een Saksisch ros, hetgeen zou verwijzen naar lokaal bijgeloof: De verering van het paard door lokale boeren. In 2014 werd het paard vervangen door een pijl.

#### Torenklok en uurwerk

##### Eerdere klokken
De eerste vermelding van een klok in de toren dateert van 1589. De klok was toen gescheurd en er moest een nieuwe komen. Er ontstond daarbij discussie of de stad Groningen dit volledig moest betalen. In plaats daarvan schonk de stad een van de klokken die de stad in 1578 uit de provincie had gevorderd met als doel deze om te gieten tot kanonnen. Deze klok kwam uit de kerk van Farmsum en was nog niet omgegoten. In ruil voor de gescheurde klok mochten de Noordlaarders deze klok hebben van het stadsbestuur. Toen de Farmsummers er in 1596 echter achter kwamen dat een van hun klokken in Noordlaren hing, wilden ze deze terug. De stad wilde zich niet in de onderhandelingen mengen en besloot dat de beide dorpen het zelf maar moesten uitzoeken. Ondertussen wordt in 1602 melding gemaakt van de aanschaf van een nieuw klokgetouw en mogelijk schafte de kerk van Noordlaren dat jaar dan ook het Angelusklokje aan dat later wordt genoemd. In 1605 kwamen de beide dorpen tot overeenstemming over de klok uit Farmsum, maar omdat de jonker van het Huis te Farmsum toen ziek was, werd de overdracht weer uitgesteld. In 1609 besloot de stad Groningen toch om in te grijpen en wees de klok weer aan Farmsum toe. De Farmsummers vervoerden de klok vervolgens over het Zuidlaardermeer terug in de richting van Farmsum. Mogelijk werd dit verhaal later verbasterd tot een legende waarin vanuit Noordlaren een klok naar Kropswolde werd gevaren, waarbij deze klok in het water viel en vervolgens in de winter wanneer er ijs op het Zuidlaardermeer lag, vanzelf ging luiden; iets wat bij een gunstige windrichting kon worden gehoord. Deze legende was rond 1930 vastgelegd uit de mond van enkele ouderen, die het zelf ook weer gehoord hadden van een van hun ouders.
In reactie op het verlies van de klok verzochten de kerkvoogden in 1609 het stadsbestuur of  ze dan maar de Jacobijnerklok uit het geconfisqueerde Jacobijnerklooster mochten gebruiken. Dit werd echter afgewezen. Een poging een jaar later om een nieuwe klok te laten gieden door een 
Amsterdamse klokkengieter in de stad liep eveneens stuk. 

##### Huidige klok
Pas in 1628 -het jaar dat ook een nieuwe kosterij en school werden gebouwd- werd een nieuwe klok aangeschaft die werd gegoten door 'Nicolaas Clockgieter' en als opschrift droeg: "Dum trahor audite, Voco vos ad gaudia vitae" ("Luistert, als ik aangetrokken wordt; Ik roep u tot de vreugde van het (eeuwige) leven") De klok werd bekostigd uit de verpanding van een stuk hooiland dat behoorde tot de kerkgoederen. Bij de uitbundige ceremonie ter gelegenheid van de opening van de nieuwe kerk brak het klokketouw.
In 1712 werd de klok omgesmolten tot de huidige klok: Mogelijk raakte de oude klok beschadigd tijdens de vijandelijkheden in de Munsterse oorlogen. De klok werd omgegoten door Titie Goossens in een speciaal daarvoor op de begane grond gebouwde stenen oven, die na het omgieten weer werd verwijderd. Onder de Lageweg werden in 2013 boven in een opgevulde voormalige sloot rond een deel van het kerkhof dat later afgegraven werd resten aangetroffen van klokspijs (zeven bronsdruppels) en versplinterde stukken van een ovenwand. Mogelijk zijn dit resten van de tijdelijke oven van deze klok. De klok weegt 658 kilo en draagt als opschrift: "Als de Hoog Ed. Heer Raadsheer de Drews kerckvoogd en Johannes en Lubbertus Munkerus Predikanten. En Jan Sibering en Jan Heming mede kerckvoogden waren en Albert Hundricken en Warmelt Kruse, Volmachten waren- is dese klocke vergooten door mester Tittie Goossens en heeft my gegooten op dit pas als hy nog vryer was Anno 1712." Het woord 'pas' zou volgens Luning iets betekenen als 'toegangsplaats', 'doorgang' en komt volgens hem vanuit het Middelnederlands. Luning vermeld ook dat hoewel enkel de naam van de Drews (van Meerlust) op de toren staat, hij in werkelijkheid slechts een deel van de kosten droeg. In 1943 werd de klok geroofd door de Duitsers, maar na de oorlog werd deze teruggevonden en vervolgens teruggeplaatst in de toren.
In 2005 werd de houten kapel van Glimmen afgebroken en werd een van de grote klokken daarvan overgebracht naar de kerk van Noordlaren.

## Interieur
De kerk heeft een sober interieur. Schip en koor zijn met elkaar verbonden door een brede triomfboog. Beide hebben een plavuizenvloer, waarin een aantal grafzerken liggen. In de kerk zijn resten van de vroegere altaren teruggevonden. Ook een aantal nissen in koor en schip verwijzen nog naar de vóór-protestantse periode. Het schip wordt gedekt door een zoldering en het koor door een kruisribgewelf. Op dit gewelf en op een aantal van de muren van het schip zijn delen van fraaie middeleeuwse schilderingen bewaard gebleven, waaronder delen van een schildering van het laatste avondmaal.
Voor in het schip, tegen de toren aan, staat een Van Oeckelenorgel. In de kerk staan verder een 17e-eeuwse preekstoel, een aantal 17e- en 19e-eeuwse banken, een tweetal doopbekkens en een 16e-eeuws offerblok, dat als het oudste van Groningen geldt.

### Gewelf en zoldering
Het koor had oorspronkelijk een meloengewelf, waarvan de aanzetten van de muraalbogen nog aanwezig zijn. Waarschijnlijk in de 15e eeuw werd  zowel het koor als het schip verhoogd om zo een hoger gotisch kruisribgewelf te kunnen plaatsen in het koor ter vervanging van het oude meloengewelf. 
Hoewel het oorspronkelijk de bedoeling was om ook een gewelf boven het schip te plaatsen, is om onduidelijke redenen (zie bouw in twee fasen) in de 13e eeuw uiteindelijk gekozen voor een zoldering. Deze zoldering is in 1675 vervangen. Deze zoldering werd tijdens de restauratie volledig vernieuwd en geschilderd in de oorspronkelijke diepblauwe kleur, die was teruggevonden op oude balken. Volgens Luning was de grondverf op deze balken echter lichtergroen en werd deze overschilderd met groen, met daaroverheen blauw. Hij acht het ook mogelijk dat het blauw werd toegevoegd om het meer diepte te geven en dat de oorspronkelijke kleur groen geweest is.

### Vloer
De kerk heeft een plavuizenvloer. De vloer in de kerk was oorspronkelijk van leem en vormde destijds een geheel in koor en schip. Rond de 14e eeuw werd hier overheen een vloer met rode tegels en enkele kloostermoppen gelegd. Later werd hier overheen een geelbruine plavuizenvloer gelegd en nog weer later een plavuizenvloer met iets grotere tegels die moeilijk te dateren zijn door de vele reparaties met stenen in verschillende kleuren. In de vloer liggen verschillende grafzerken.

### Triomfboog
Tussen koor en schip werd bij de bouw van het schip een Romaanse triomfboog uitgehakt van ongeveer 1,8 meter breed. Bij een latere verbouwing werd deze triomfboog verbreed en voorzien van een gotische triomfboog.  Bij opgravingen voorafgaand aan de restauratie zijn kleine veldkeien overdekt met grotere exemplaren gevonden die mogelijk de fundering vormden van de oude triomfboog.

### Nissen
In het westelijke deel van de noordgevel van het koor werd bij de restauratie een rommelig ingehakte nis teruggevonden die later weer werd dichtgezet. Mogelijk was dit vroeger een hagioscoop.  In de zuidmuur zijn verder de restanten van nog een nis van ongeveer 1,10 meter hoogte gevonden. Dit was mogelijk een piscina. Van deze beide nissen is de bouwtijd onzeker: Ze zouden bij deze verbouwing kunnen zijn ingehakt, maar dit kan ook later zijn gebeurd. In de oostmuur van het koor bevindt zich verder nog een nis die wordt gedekt door twee schuine strekken. Wezel denkt dat dit  mogelijk een lampnis kan zijn geweest.
In het schip bevindt zich in de zuidmuur onder het oostelijkste spitsboogvenster nog een lampnis die ergens na de 15e eeuw werd uitgehakt in de muur nabij het zuidelijke zijaltaar. Luning denkt dat hier mogelijk een kaars kon worden ontstoken onder een klein kruis of heiligenbeeld.

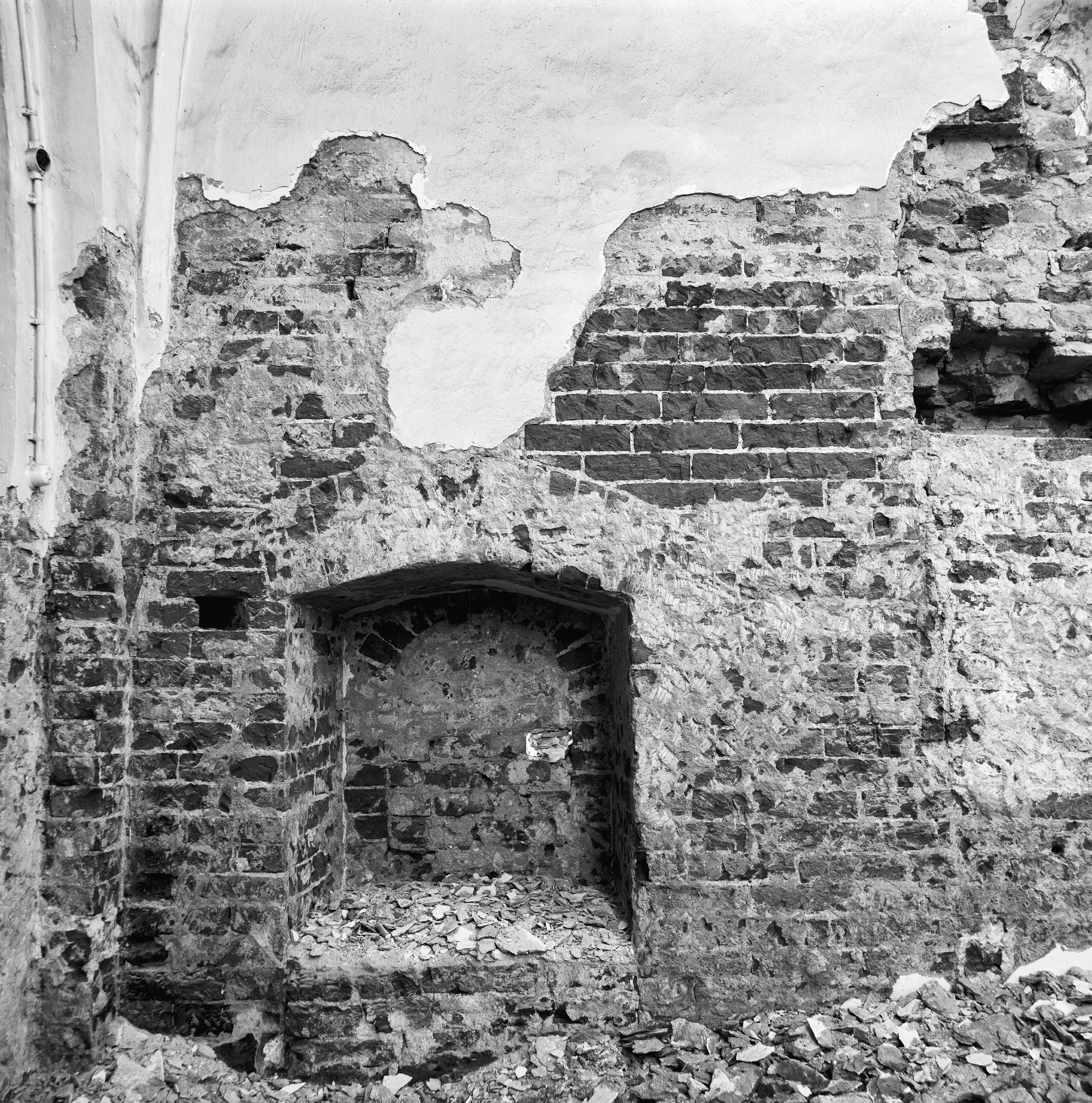
Binnenzijde noordingang
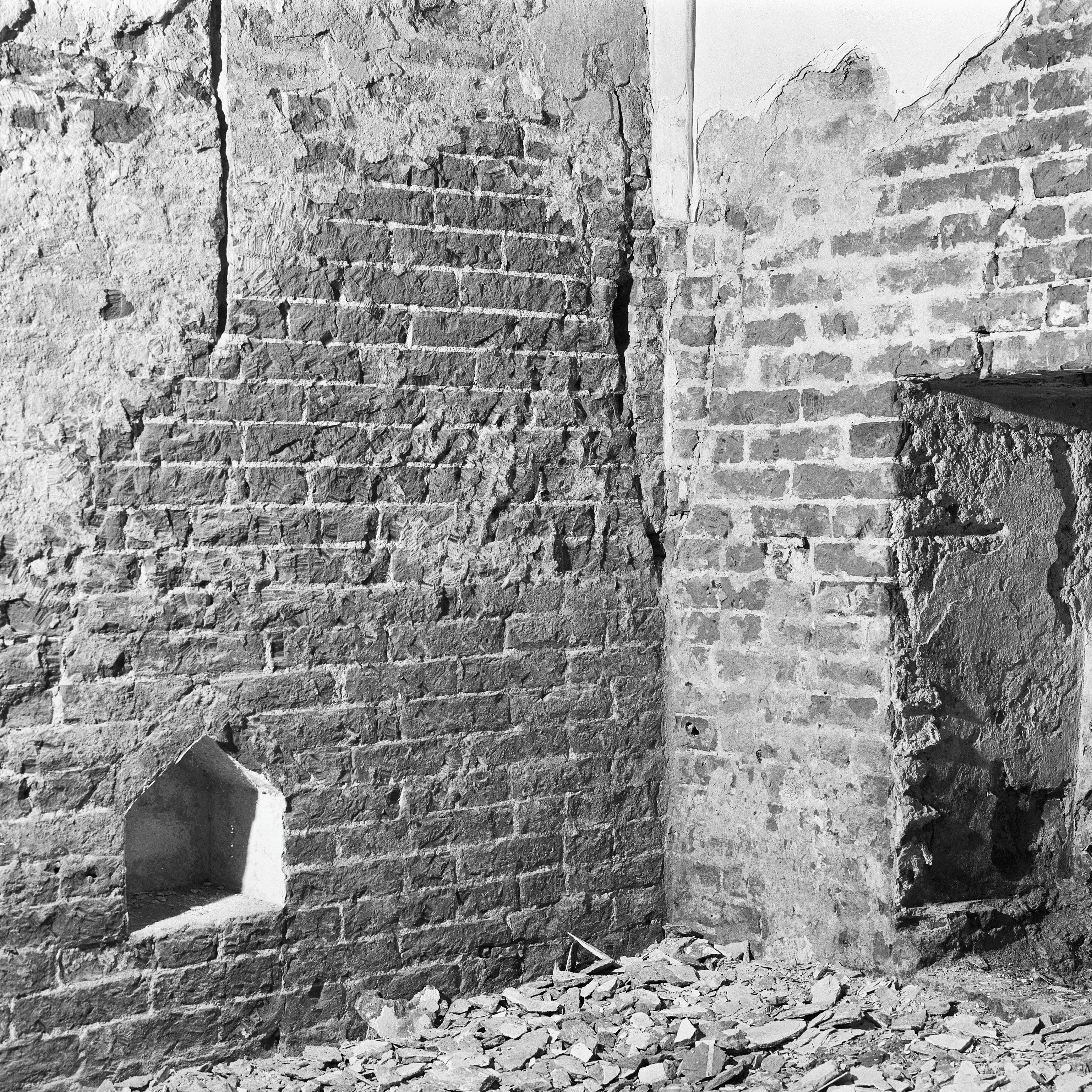
Nis in noordmuur (mogelijk lampnis)
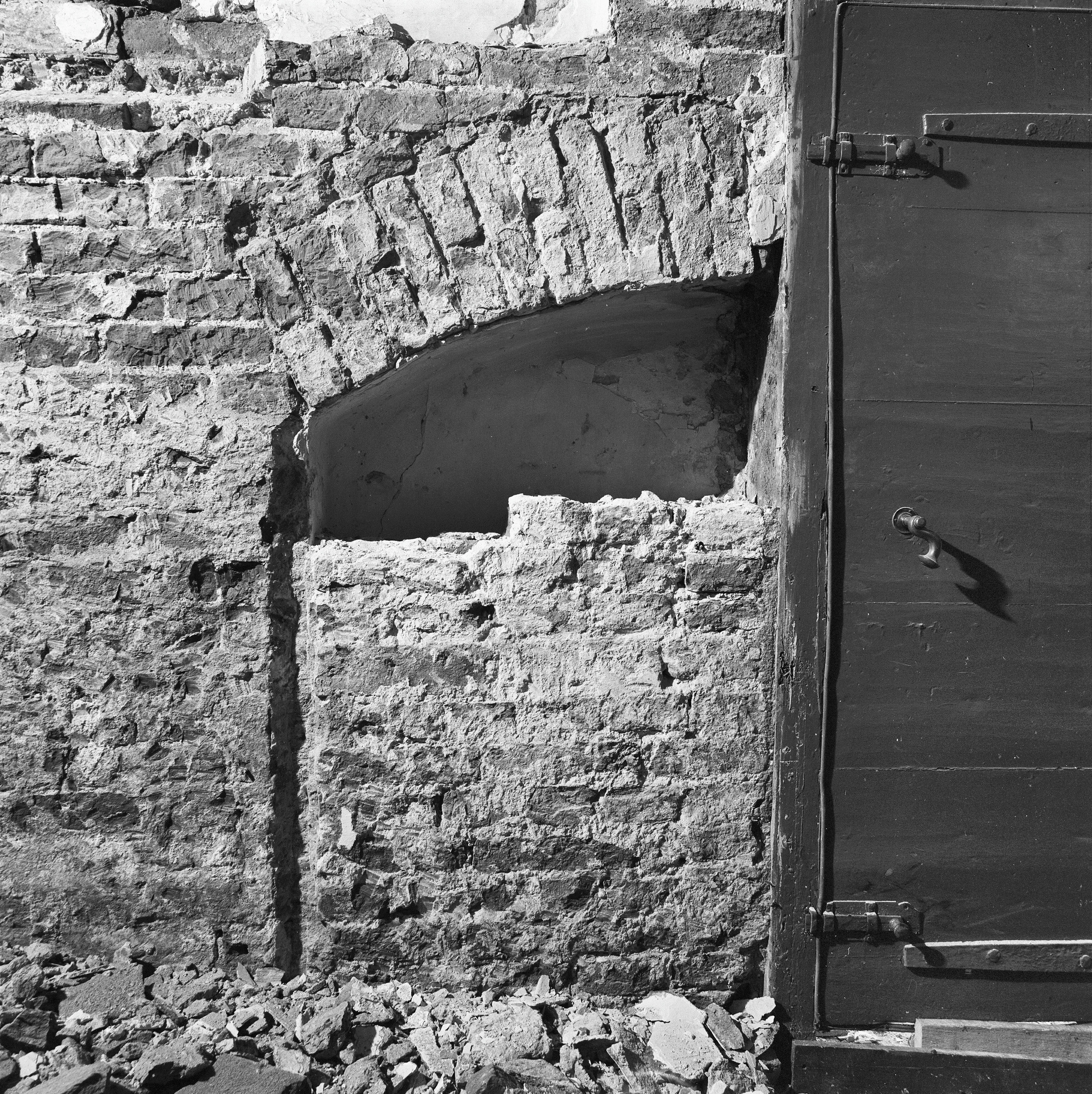
Nis in zuidmuur (mogelijk piscina)

### Restanten van de vroegere altaren
Van het hoofdaltaar dat tegen de oostmuur van het koor stond is alleen de rechthoekige grondverbetering van veldkeitjes en kalkmortel eronder teruggevonden. De altaarplaat moet gedrukt zijn geweest tegen de sluitmuur van het koor.
Aan weerszijden van de triomfboog zijn in de oksels van het schip de plaatsen teruggevonden van twee zijaltaren. De in de muur uitgehakte gaten en sleuven bij de zijaltaren houden mogelijk daarmee verband. Het zijaltaar was groter dan het zuidelijke noordelijke en was volgens Luning mogelijk gewijd aan Maria. Dat dit altaar aan noordzijde stond houdt volgens hem verband met het feit dat de vrouw volgens de Bijbel de zonde in wereld bracht. Dit altaar werd volgens hem waarschijnlijk minstens eenmaal verwoest. Het altaar werd namelijk oorspronkelijk gedekt door een gewelf en pas later door een 'puntig bouwsel'. Het zuidelijk zijaltaar was kleiner. Verdere gegevens over de zijaltaren ontbreken. 

### Schilderingen
Afgaande op de bij de restauratie teruggevonden schilderingen was de kerk in de middeleeuwen waarschijnlijk rijk beschilderd. De kerk heeft geen periode van 'schoon' metselwerk gekend en de eerste schilderingen zijn uitgekrast in de eerste pleisterlaag. Dit wijst erop dat de schilderingen deels al eind 13e eeuw moeten zijn gemaakt. De schilderingen in seccotechniek werden later overgeschilderd met kalk, maar zijn bij de restauratie weer deels tevoorschijn gehaald. Sindsdien zijn de kleuren door inkomend zonlicht echter sterk verbleekt.

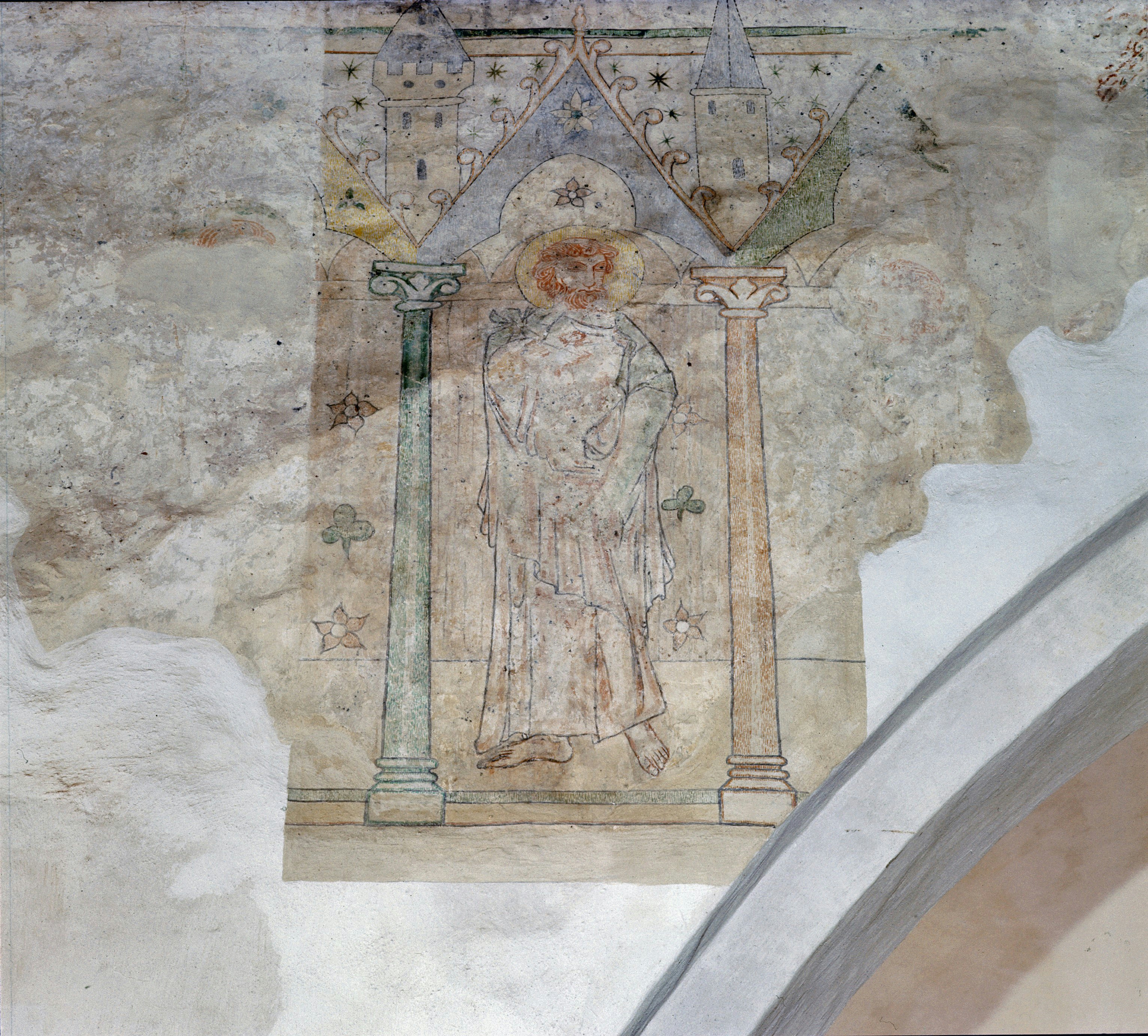
Fragment van de schildering van het laatste avondmaal met rechts de triomfboog naar het koor

Over de hele lengte van de oostmuur van het schip is een twee meter hoge schildering te zien van Christus met de twaalf apostelen. Deze voorstelling dateert uit de jaren 1270-80 en is daarmee ouder dan die in de Martinikerk in Groningen en die van de Magnuskerk in Anloo. Het is de eerste vroeggotische invloed die zichtbaar is in de kerk. Volgens Luning was dit bijzonder omdat dit destijds alleen in Italië voorkwam. Mogelijk werd de secco dan ook gemaakt door iemand die er geweest was, maar ook goed mogelijk is dat deze werd nageschilderd vanuit een boek. De schildering is verder bijzonder voor het noorden vanwege de vele afwisseling in kleurschakeringen en de verfijnde tekening. De apostelen zijn geschilderd in verschillende kleuren met boven hun hoofden aureolen en met hogels versierde frontalen in bijpassende tinten. De hogels rusten op romaanse pilaren met een romaans kelkkapiteel. Tussen de frontalen bevinden zich torens in verschillende vormen met erboven blauwe hemels met groene sterren. Boven vermoedelijke plek van de Christusfiguur (die zelf is verdwenen) is een vogel getekend met een banderol (met tekst) in zijn snavel. 
Van de voorstelling is slechts een deel bewaard gebleven. Het onderste deel van het middendeel verdween bij het verhogen van de triomfboog rond de 15e eeuw en de rest door de tand des tijds. Ongeveer 20% van de schildering kon nauwkeurig worden gereconstrueerd door de Zuidhorner restaurateur Lammert Muller, die daartoe ook een groot deel van de schildering aanvulde: Slechts een klein deel is origineel.
Verder werden mogelijk in de 14e eeuw twee wijdingskruisen geschilderd nabij de triomfboog, waarvan er een werd hersteld bij de restauratie in de jaren 1970. Ook werden de ribben van het gotische koorgewelf beschilderd in rood met witte voegen.  Later werd deze beschildering aangevuld met een vakverdeling met zwarte biezen en een versiering met ranken. De vakverdeling werd bij de restauratie weer overgekalkt. De ribben van het koor werden na de reductie grijs geschilderd, maar zijn bij de restauratie weer van hun oorspronkelijke kleuren voorzien.
Bij de uitbouw van de triomfboog tot een grotere gotische triomfboog rond de 15e eeuw werden nieuwe voorstellingen gemaakt:
- Voorstellingen op de oostmuur die corresponderen met de figuren op het gotische koorgewelf. Waarschijnlijk stellen deze voorstelling Het Laatste Oordeel voor. Dit wordt afgeleid uit de aanwezigheid van twee engelen aan weerszijden die op trompetten blazen en resten van de opstanding van Christus. Deze voorstelling is bij de restauratie volledig weggehaald om de oudere secco te kunnen onderzoeken.
- De top van de triomfboog werd beschilderd in blokmotief tot halverwege boven de grond.

Na de reformatie werden aan weerszijden van het venster in de oostmuur van het koor avondmaalsteksten geschilderd. 
Op de noord- en zuidmuur van het schip zijn ook resten van schilderingen gevonden, maar deze waren dusdanig vaag dat onduidelijk is wat het moet hebben uitgebeeld.

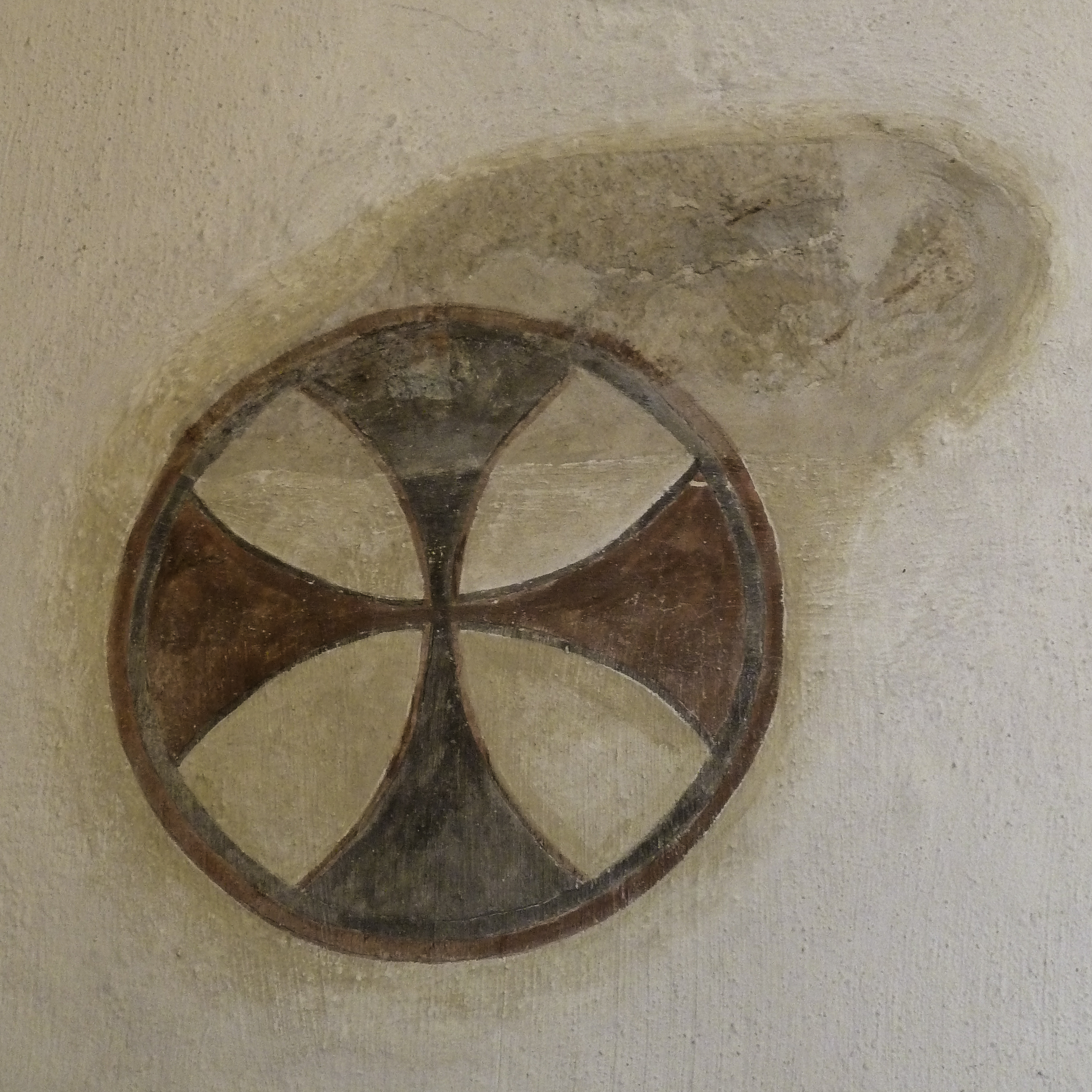
Wijdingskruis
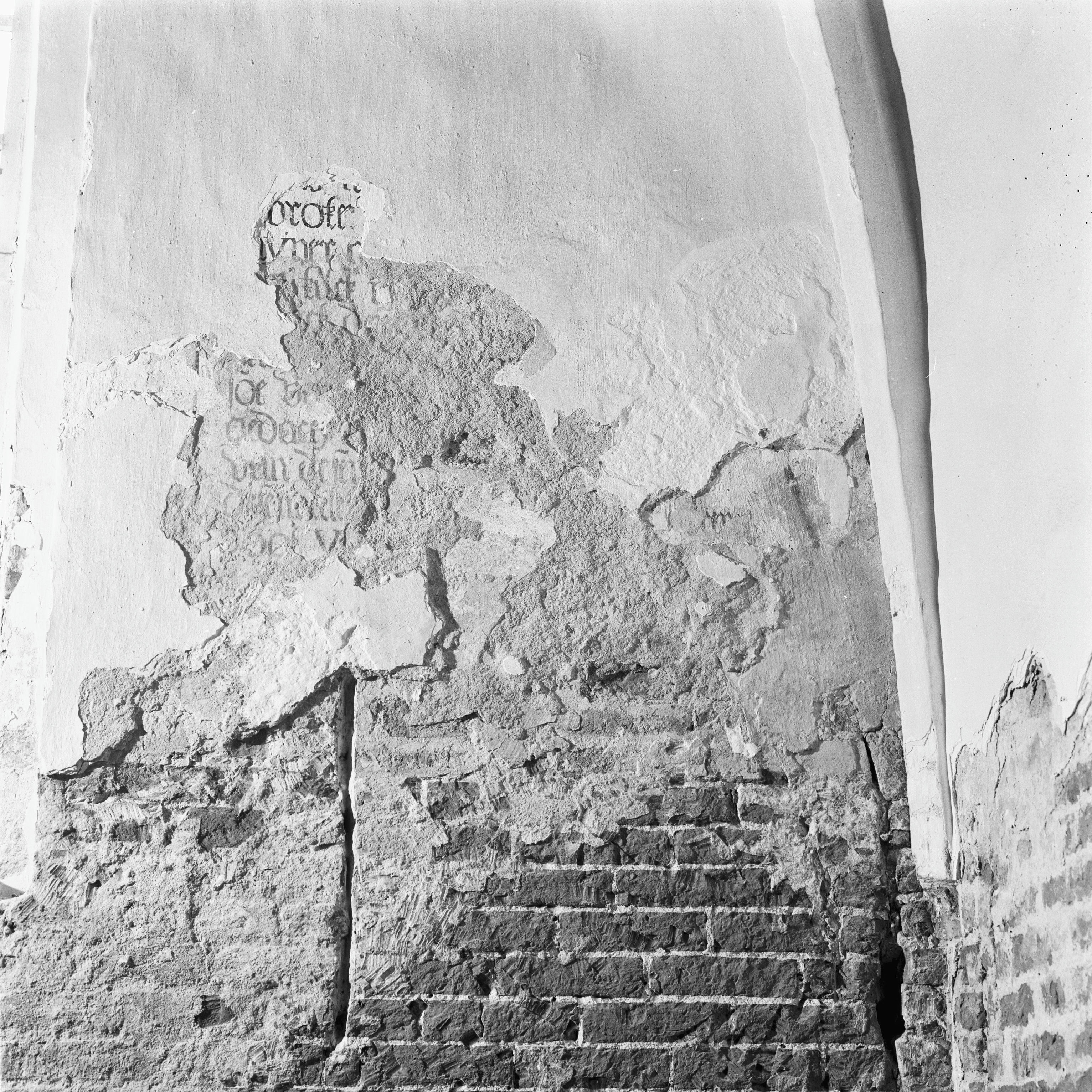
Restant avondmaalsteksten in het koor (vervolgens overgekalkt)

### Preekstoel
De eerste vermelding van een preekstoel dateert uit 1598 toen de toenmalige predikant aangaf dat hem mondeling een preekstoel was toegezegd, maar dat deze nog steeds niet gekomen was. Uiteindelijk werd deze preekstoel in 1602 geplaatst. Deze preekstoel kwam mogelijk uit het Jacobijnerklooster en had een zandloper om te lange preken te voorkomen. Preken konden toen lang duren: Van de zandloper van Haren (waarmee Noordlaren toen gecombineerd was) is bekend dat deze pas na 65 minuten leeg was. Rond 1672 werd deze preekstoel verwoest door oorlogshandelingen tijdens de Tweede Münsterse Oorlog. 
Na deze strijd werd in 1675 de huidige eenvoudige preekstoel met getorste zuiltjes, klankbord en kapstokbord geplaatst. Deze preekstoel kwam destijds tezamen met vracht dakpannen. Ook op deze preekstoel prijkte lange tijd een zandloper, die in 1732 werd gerepareerd, mogelijk nadat de predikant in het vuur van zijn preek het ding kapot had geslagen.

### Overige banken
In de kerk stonden tot de restauratie enkele banken uit de 17e eeuw. Van oudsher hadden de eigenaren van het Huis te Glimmen (de families Jullens, Quintus en Van Swinderen) een herenbank in de kerk. Deze herenbank werd in 1719 in opdracht van Johan Hendrik Jullens hersteld, waarschijnlijk omdat deze beschadigd was geraakt bij de krijgshandelingen rond 1672. Deze kerkbank zou zich achter op het koor hebben bevonden. In 1881 werd deze bank door mevrouw De Sitter gelegateerd aan jonkheer Quintus. Deze verhuurde de bank in 1889 aan de kerk. Omdat de familie Van Swinderen lange tijd van deze bank gebruik maakte, wordt deze bank ook wel de "van Swinderen bank" genoemd. Bij de restauratie werd deze bank uit de kerk gehaald.
In het koor stonden tot de verbouwing van 1948 een aantal banken met koperen blakers, die vervolgens uit de kerk werden gebrok en voor meer ruimte voor de avondmaalsviering in het koor. In de kerk staan nu alleen nog de 'gewone' kerkbanken; eenvoudige vuren banken die vooral uit 1874 stammen. Een aantal banken is voorzien van knoppen.

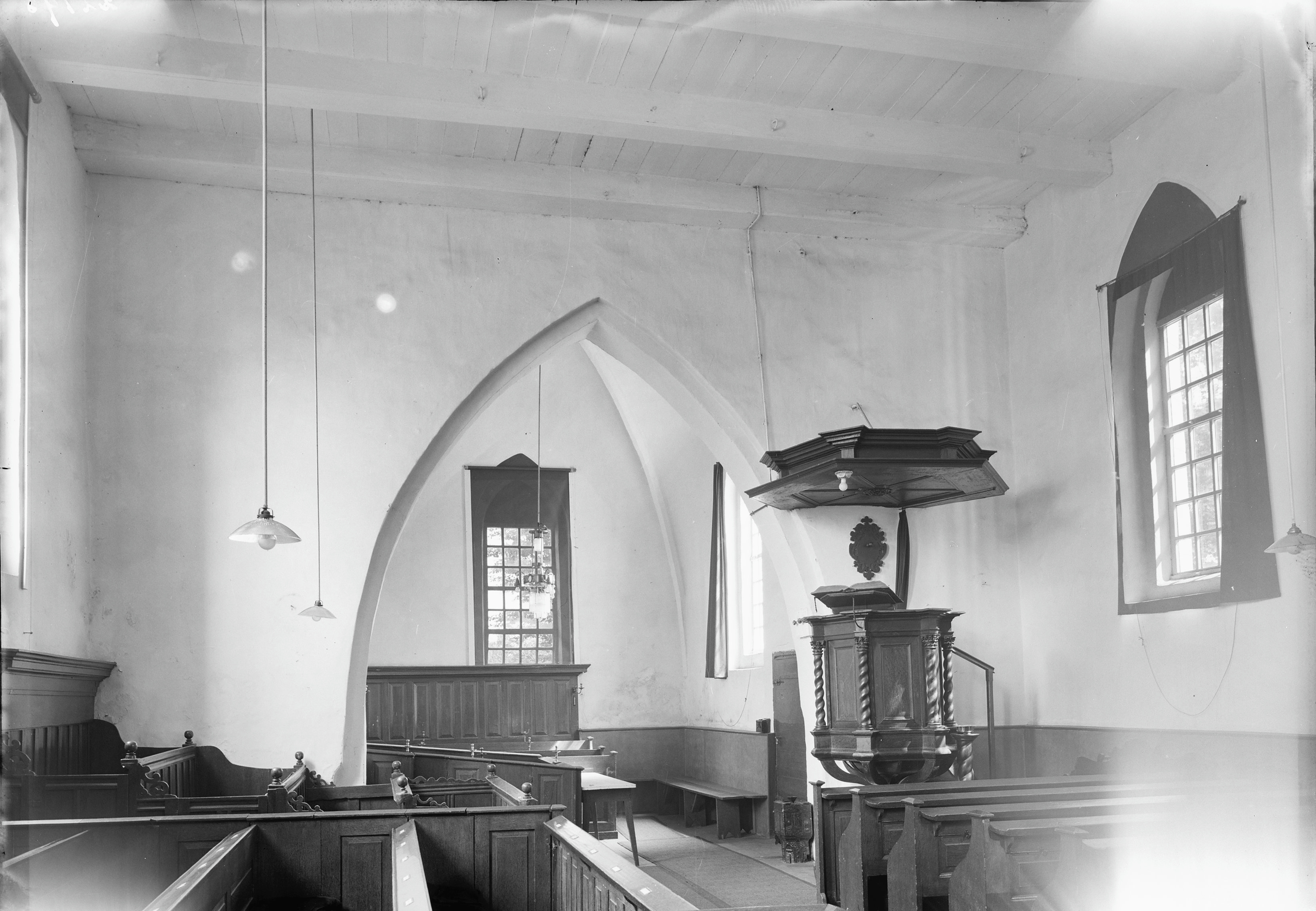
Interieur naar het oosten vóór de verbouwing van 1948, toen de banken uit het koor werden gebroken om een betere ruimte te krijgen voor de avondmaalsviering (1942)
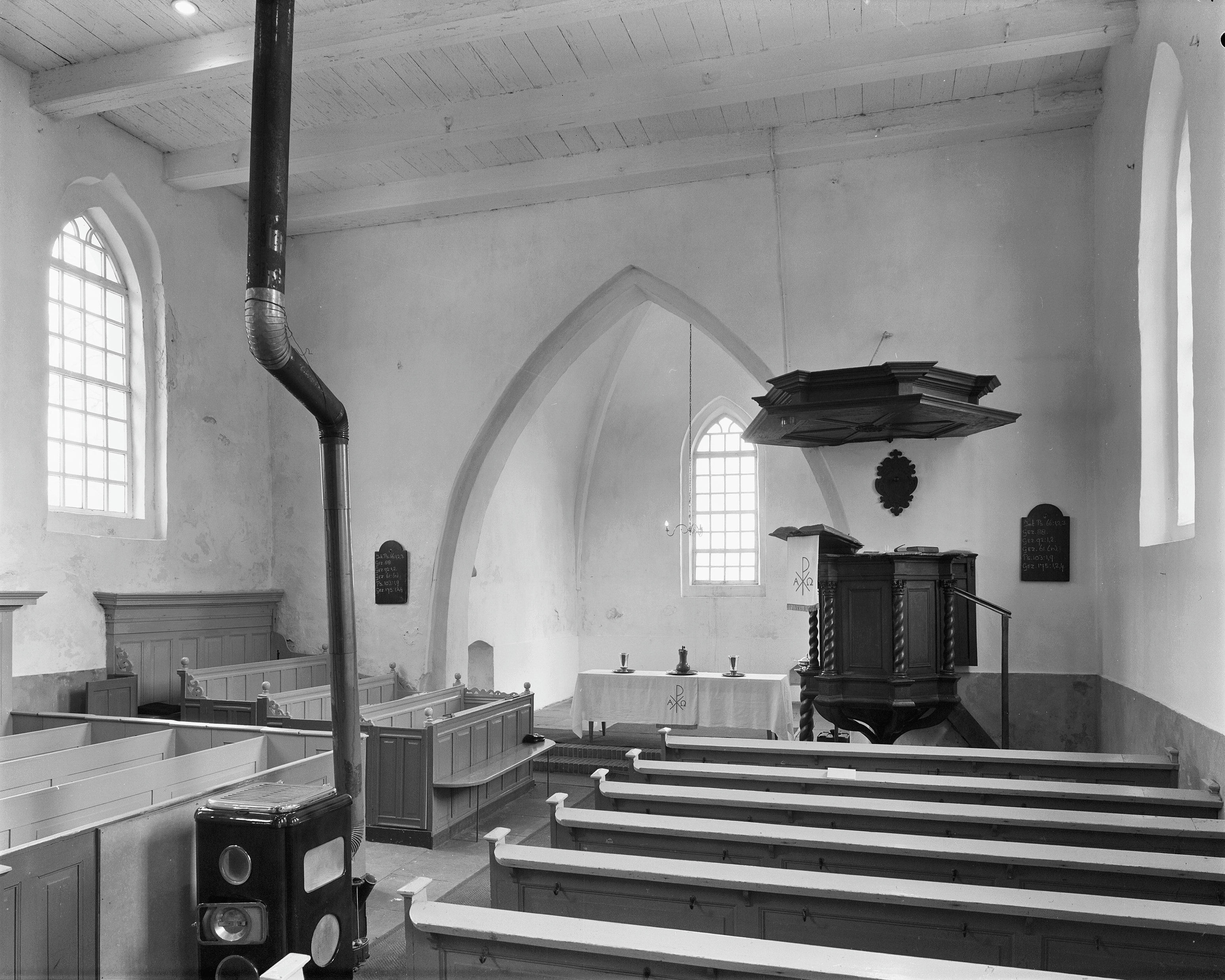
Interieur naar het oosten tussen 1948 en de restauratie (1970)
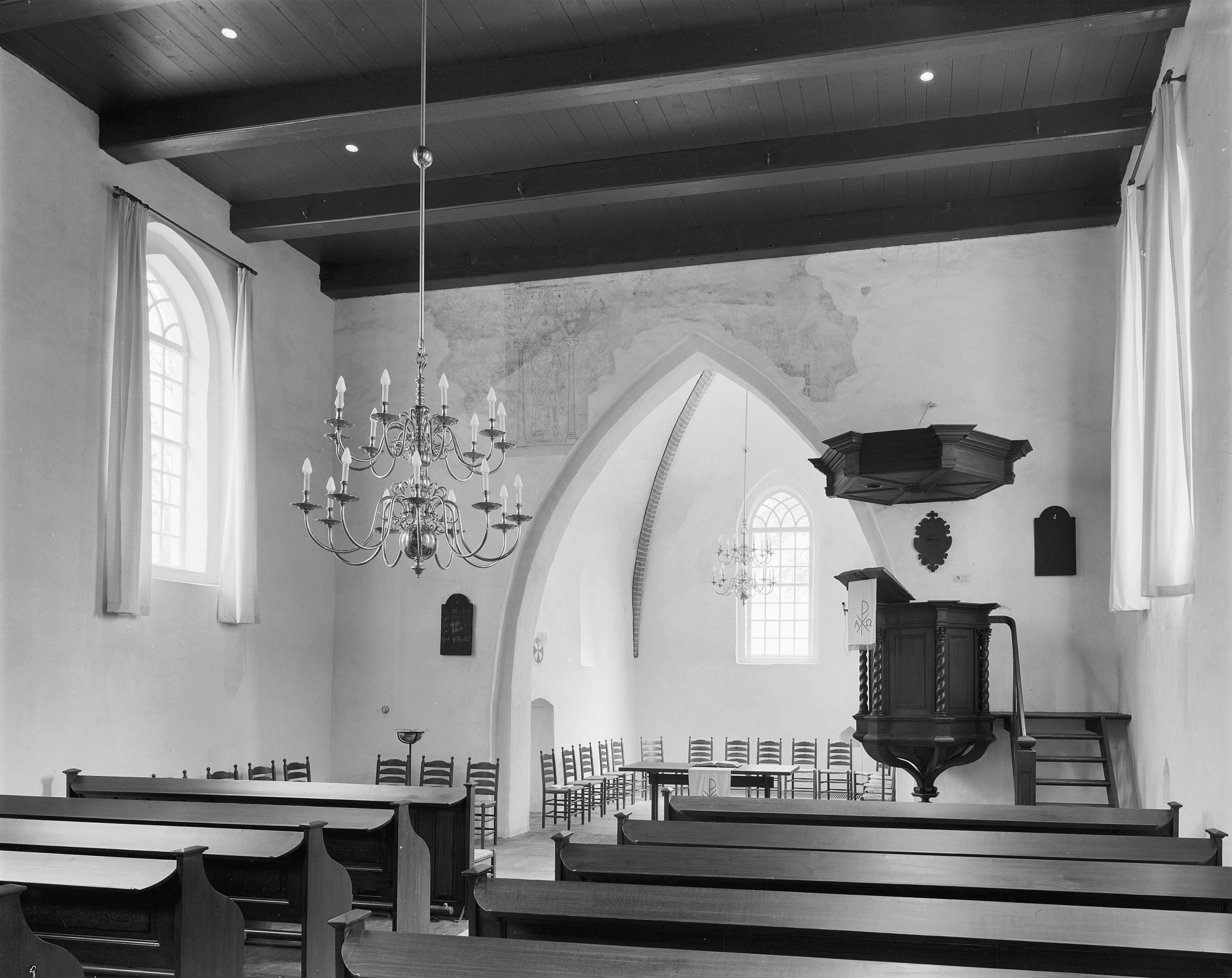
Interieur naar het oosten na de restauratie (1977). In het midden de kachel die slechts enkele decennia dienstdeed.
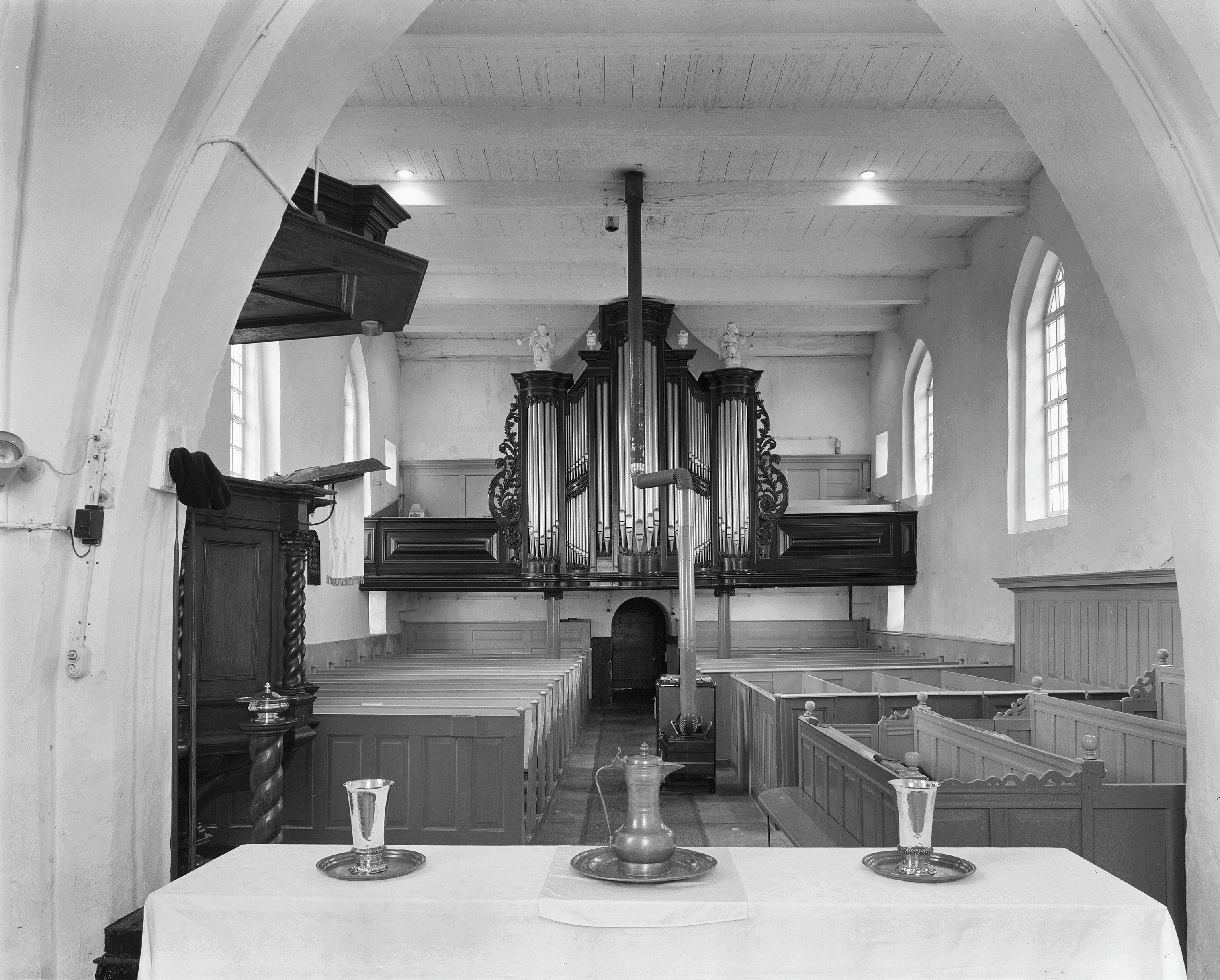
Interieur naar het westen vóór de restauratie (1970). Op de achtergrond bij het orgel de vier bij de restauratie dichtgezette vierkante vensters.
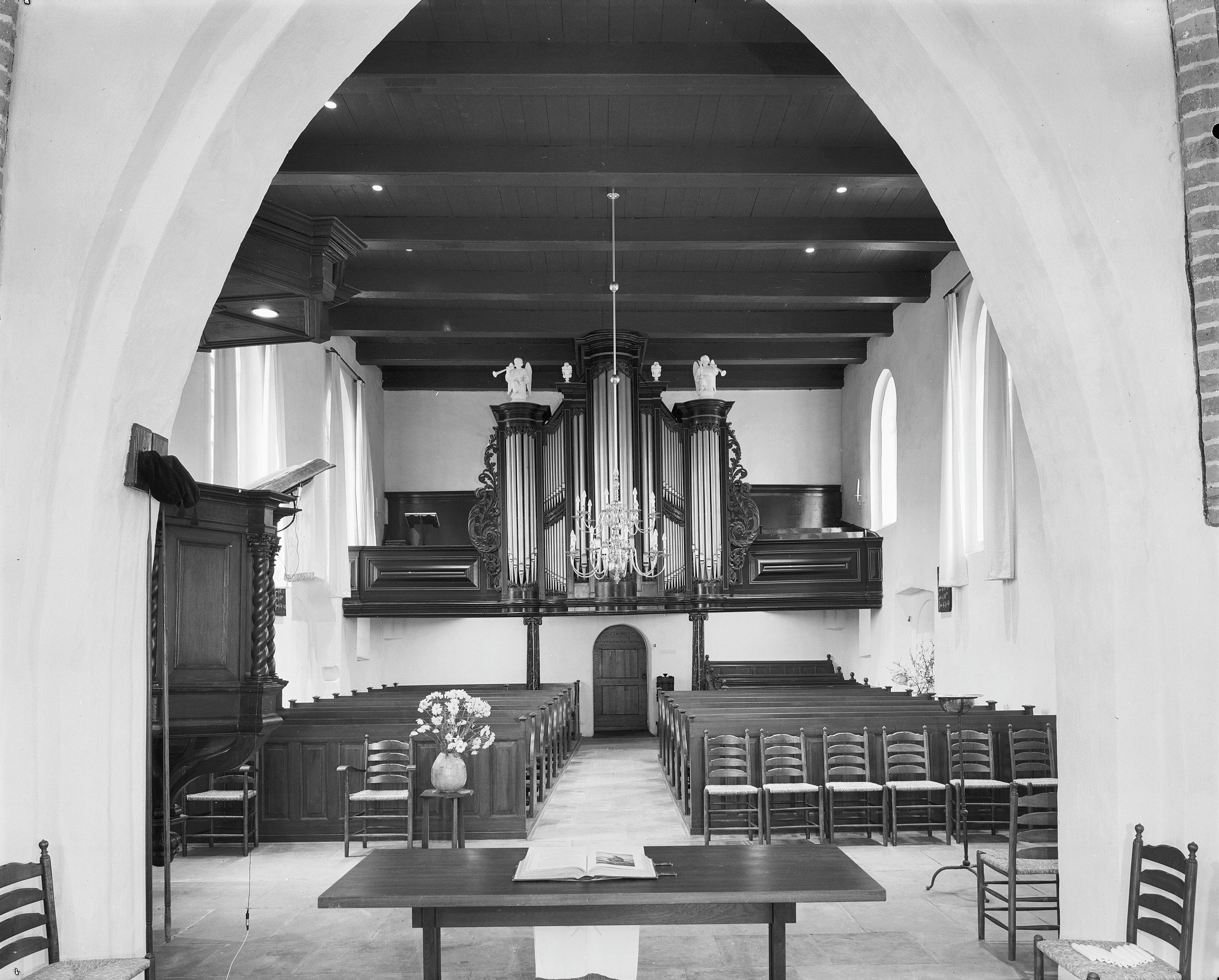
Interieur naar het westen na de restauratie (1977)

### Doopbekkens
In de kerk staan twee doopbekkens:
- een eenvoudige koperen schaal op een ijzeren standaard uit waarschijnlijk 1616
- een doopbekken op een houten voet, dat geïnspireerd is op de preekstoel en aangekocht werd tijdens de Tweede Wereldoorlog

Tussentijds werd ter vervanging van het bekken uit (waarschijnlijk) 1616 in 1656 een nieuw 'seer kostelijck becken, met gelijcke voet' geschonken door Aurelia Verrucy ; de vrouw van de Groningse burgemeester Pieter Sissinghe. Dit bekken gingwaarschijnlijk verloren bij de vijandelijkheden in de Munsterse oorlogen.
Lange tijd stond achter een boerderij in Noordlaren een stenen object wat voor een doopvont werd gehouden. In de 20e eeuw werd het in de kerk geplaatst en in 1962 werd het ter reparatie aangeboden. Het was echter gezien de gelijkenis met andere blusbakken waarschijnlijk een blusbak uit een smederij (L77 pp. 36–37)

### Offerblok
In de kerk staat een offerblok dat gedateerd wordt in de 16e eeuw en daarmee het oudste offerblok van Groningen zou zijn. Volgens een andere bron werd het echter pas in 1629 gemaakt. Het min of meer balk- cq. zuilvormige offerblok heeft laatgotische vormen en is voorzien van ingekerfde ster- en zonneradfiguren. Ook heeft het ter bescherming tegen roof smeedijzeren versterkingen.

### Avondmaalsstel
De kerk bezit een tinnen schenkkan en schotel, die in 1628 werden gekocht van tingieter Jan Bensink. In verband met beperkte financiële middelen werd destijds geen zilver gekocht. De beker is later verdwenen, maar de tinnen schenkkan wordt nog steeds gebruikt. 
In 1652 werd een zilveren avondmaalsbeker geschonken door Titia Beyma, de weduwe van rentmeester Gerlacius Verrutius. Op deze beker staan drie vrouwenfiguren die de goddelijke deugden uitbeelden: geloof, hoop en liefde. In 1656 werd een sierlijke schotel, een tafellaken en servies geschonken door Aurelia Verrucy. Het servies is  mogelijk verloren gegaan bij de vijandelijkheden tijdens de Munsterse oorlogen want op een lijst uit 1765 komt het niet meer voor. In 1820 werd nog een zilveren beker gekocht dat is bedrukt met titelvignet van het tijdschrift 'De Protestant'.

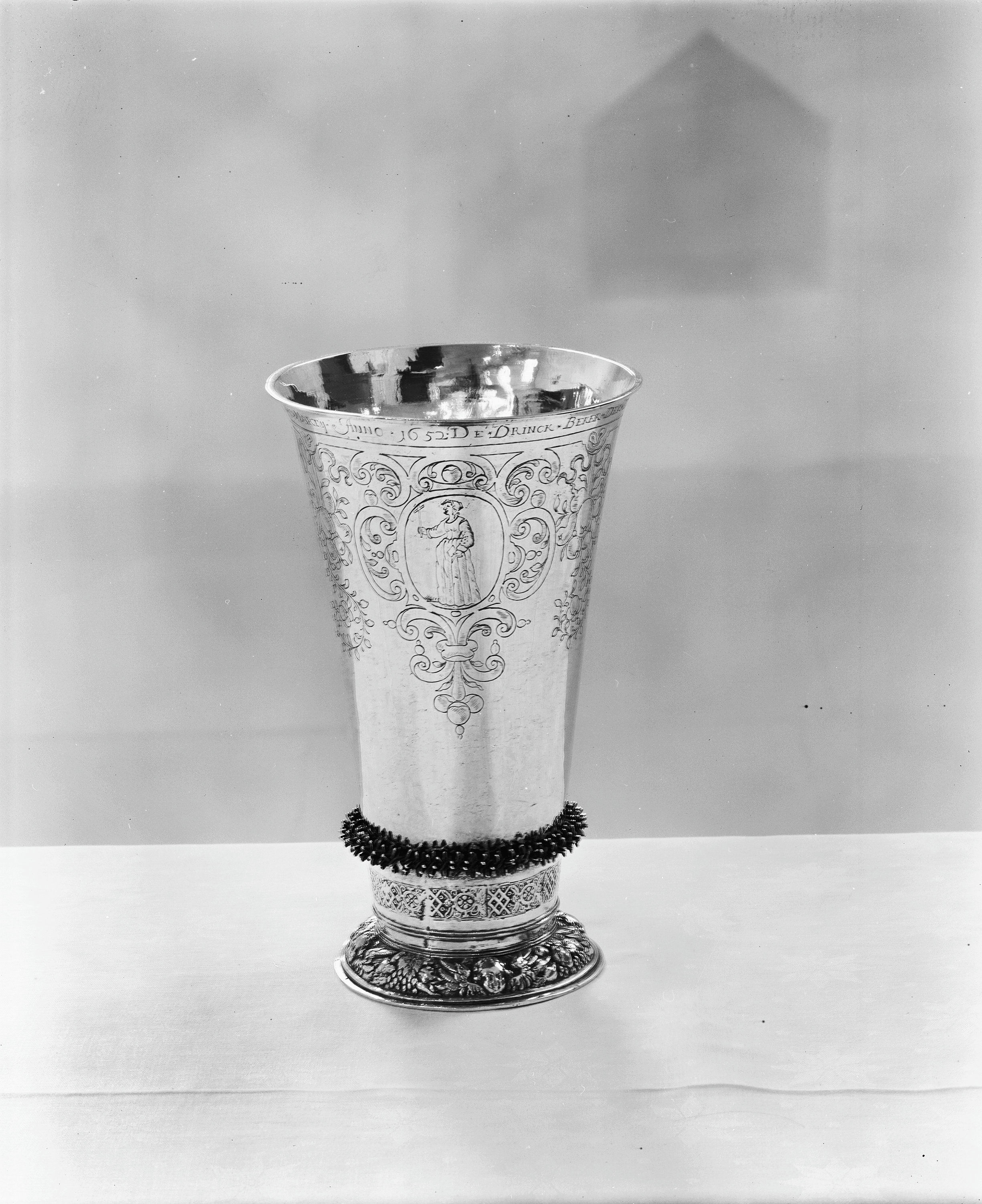
Zilveren beker uit 1652 met de beeltenis van 'geloof' (herkenbaar aan het kruis)
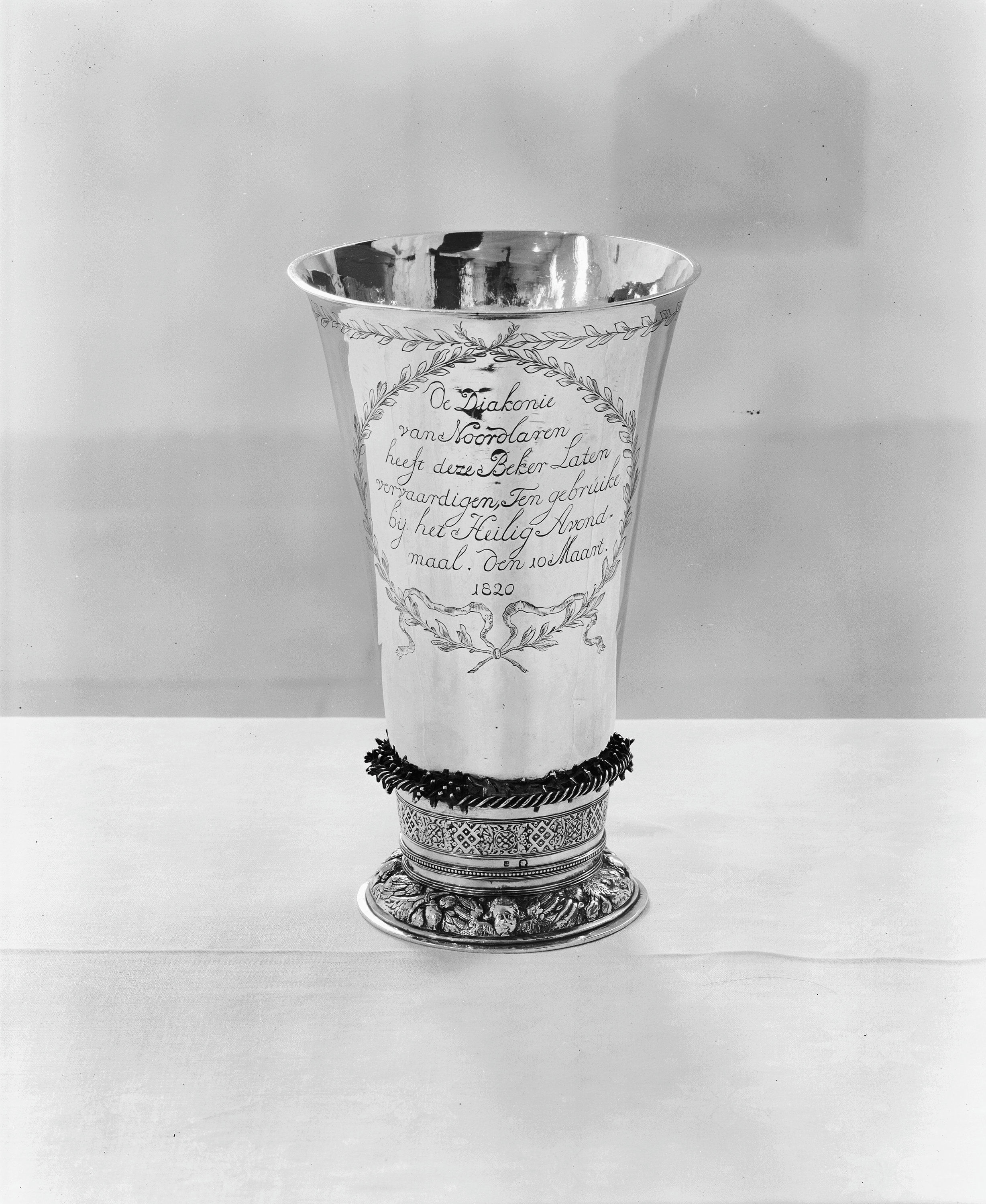
Zilveren beker uit 1820
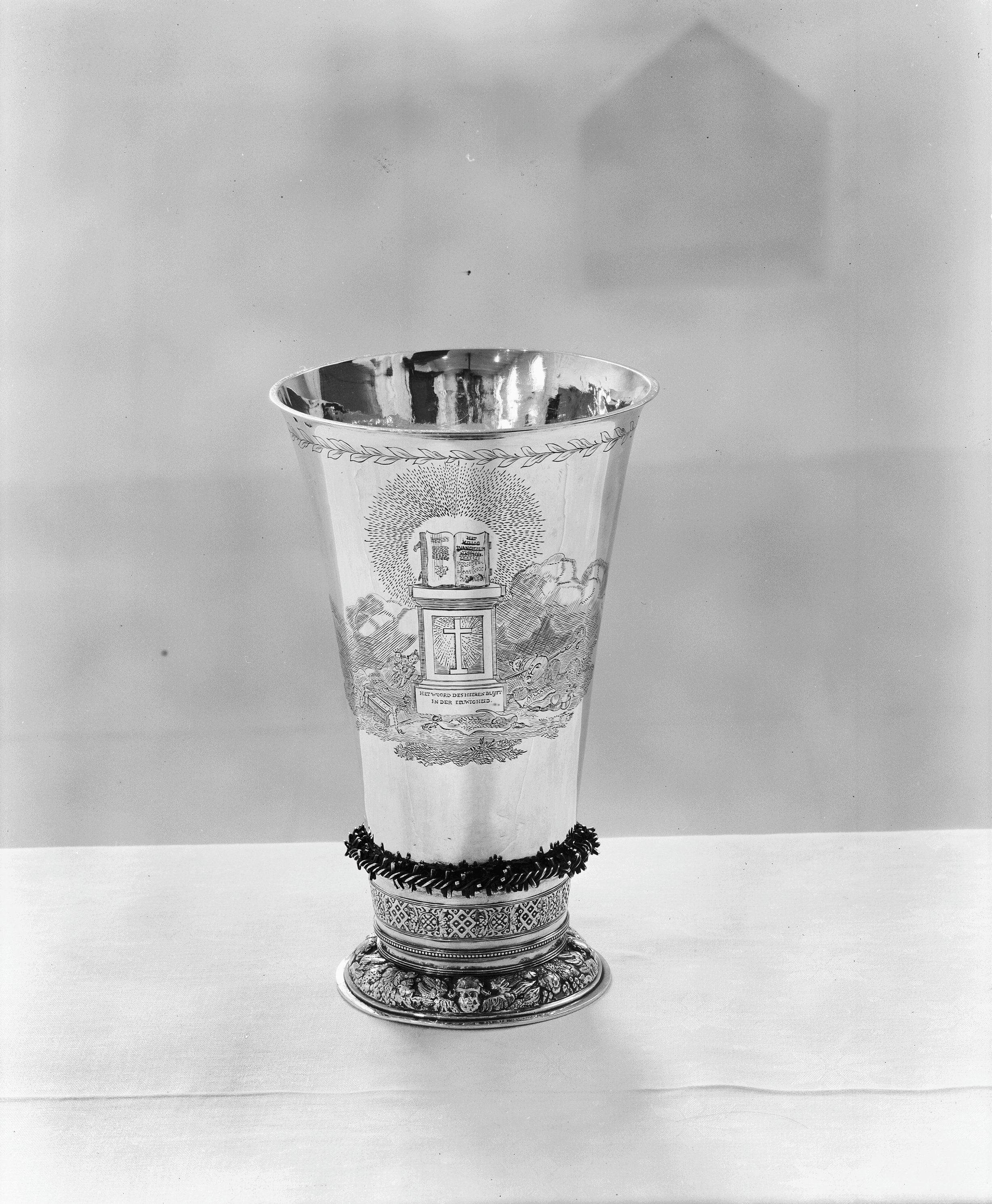
Zilveren beker uit 1820 (andere zijde)

### Kanselbijbel
De kerk bezit een kanselbijbel uit 1682. In deze bijbel staat voorin de naam van Aleida Sibilla Tiaden (Tjaden); de dochter van de Groningse regent Cornelis Hendrik Tjaden en zijn vrouw Rolina Wolthers, met haar geboortedatum 21 december 1724. Zij was de moeder van de Groningse maire (burgemeester) Warmolt Wolter Jullens.
ℳ

### Orgel

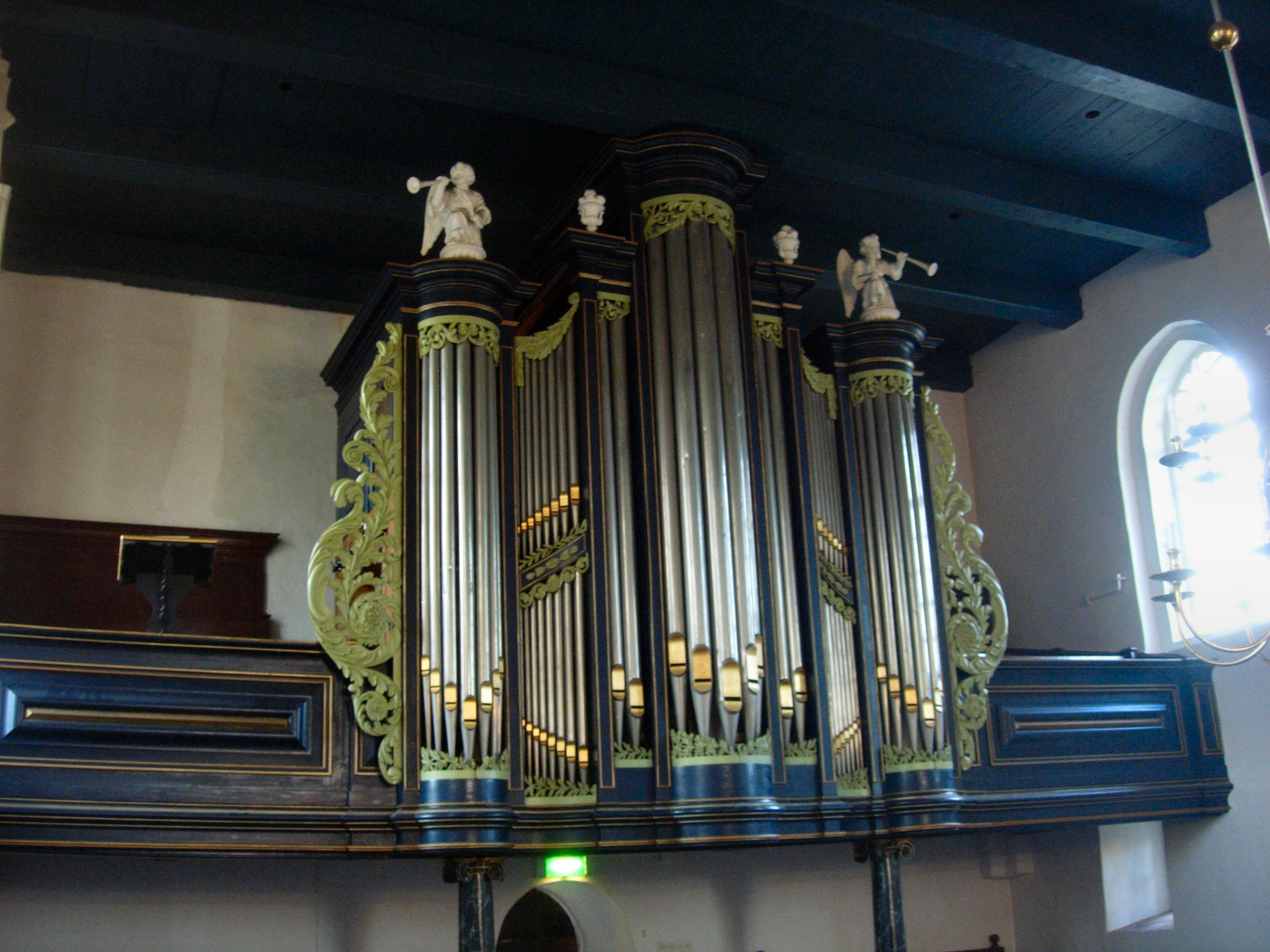
Van Oeckelenorgel

In 1820 werd er door de orgelbouwer Nicolaus Anthony Lohman een kerkorgel geplaatst. Het orgel werd geschonken door jonker Cornelius Hindrik Tjaden Jullens van het Huis te Glimmen. Op het orgel prijkt het familiewapen van Tjaden Jullens en het bijschrift: 
Noordlaren, dat verheugd dit lieflijk speeltuig ziet,
 uw hart word' door zijn toon in rein gevoel bewogen, 
 vergeet gij, wien gij 't dankt, den edelen Jullens niet, 
 maar houd Gods lof vooral, zijn heiligst doel voor ogen.
In 1822 werd de achtermuur van het orgel beschilderd als orgelgordijn, evenals het orgel en de galerij. Later werd het orgelgordijn overgeschilderd. Dit is bij de restauratie gehandhaafd omdat het orgelgordijn vanuit de kerk toch slecht te zien is. In 1835 werd het orgel gestemd door Herman Eberhard Freytag en in 1840 door (Harmannus?) Groenewout. In 1875 werd het orgel afgekeurd door de Glimmer orgelbouwer Petrus van Oeckelen en vervolgens verkocht aan de christelijk gereformeerde Groninger Ebbingekerk (later gereformeerde kerk B).
Ter vervanging van het oude orgel bouwden Petrus Van Oeckelen (toen inmiddels 84 jaar oud) en zijn zonen een nieuw orgel voor de Bartholomeüskerk dat in 1876 in gebruik werd genomen. Dit orgel kostte 2000 gulden en werd grotendeels gefinancierd door het uitgeven van aandelen.
Het orgel werd oorspronkelijk beschilderd in lichtgroen (lofwerk) en ultramarijn (front en balustrade) met biezen van bladgoud en twee imitatiemarmer gekleurde dragende pilaren. Later werden deze kleuren overgeschilderd door andere. In 1918 werd het orgel hersteld na onweer. Later werd het orgel voorzien van elektrische aandrijving: windmachine (centrifugaalpomp) ter vervanging van de oude blaasbalgen. Om die reden werd destijds het loon van de organist met 10% teruggebracht. De blaasbalgen zijn nog wel aanwezig. Het onderhoud aan het orgel werd beperkt tot het allernoodzakelijkste. In 1962 bleek daarom een grote herstelbeurt nodig door Mense Ruiter. In 1978 werd het orgel weer geverfd in de oude kleuren.
Het orgel bestaat uit 1 aangehangen klavier met een speelfluit 4 voet dat bij de bouw speciaal werd toegevoegd voor vrouwenzang. De dispositie is als volgt:
| Manuaal C–f3   |                     |
| Bourdon        | 16' (bas + discant) |
| Prestant       | 8′                  |
| Holpijp        | 8'                  |
| Viola di Gamba | 8                   |
| Octaaf         | 4'                  |
| Speelfluit     | 4'                  |
| Quint          | 3'                  |
| Woudfluit      | 2'                  |
| Trompet        | 8' (bas + discant)  |

| Pedaal C–a1 |
| aangehangen \| Sarcofaag \| \| De sarcofaag in gebruik als plantenbak. Op de achtergrond de kosterij (1977). \| \| Bij de restauratie van 1976 werd buiten de kerk aan zuidzijde van het schip ten westen van de oostelijke steunbeer een rode zandstenen trogvormige sarcofaag gevonden. Mogelijk lag deze sarcofaag vroeger in de kerk en is deze bij werkzaamheden aan de vloer buiten de kerk verplaatst. De sarcofaag is 2,09 meter lang, 45 cm hoog en varieert in breedte van 63 tot 76,5 centimeter. De binnenzijde van de sarcofaag is volledig bewerkt met evenwijdig verlopende lijnen in een patroon van waaiers. Aan de hoeken zijn hoekstaven zichtbaar en de bovenrand een vlechtband. De kist zal net als de andere in Groningen gevonden sarcofagen dateren uit ca. 1000-1200.[66] Het is onzeker of de sarcofaag oorspronkelijk uit Noordlaren komt of hier later is hergebruikt. Het deksel is zeer waarschijnlijk later gebruikt als altaarsteen: Deze is namelijk even groot als het fundament van het altaar. Er is bij de restauratie ook een deel van het deksel teruggevonden, dat eveneens van rode zandsteen is en werd hergebruikt als dorpel aan noordzijde (binnenzijde) van de vroegere zuidingang van het schip.[11] Tegenwoordig ligt dit dekseldeel in het koor. Na de restauratie werd de sarcofaag hergebruikt als plantenbak op het kerkhof aan voorzijde bij de weg. In 2006 werd de sarcofaag ofwel weer herbegraven op de plek waar deze zich ook voor de restauratie van 1976 bevond[67] of vóór de kerk begraven.[68] \| |
| Sarcofaag |
| De sarcofaag in gebruik als plantenbak. Op de achtergrond de kosterij (1977). |
| Bij de restauratie van 1976 werd buiten de kerk aan zuidzijde van het schip ten westen van de oostelijke steunbeer een rode zandstenen trogvormige sarcofaag gevonden. Mogelijk lag deze sarcofaag vroeger in de kerk en is deze bij werkzaamheden aan de vloer buiten de kerk verplaatst. De sarcofaag is 2,09 meter lang, 45 cm hoog en varieert in breedte van 63 tot 76,5 centimeter. De binnenzijde van de sarcofaag is volledig bewerkt met evenwijdig verlopende lijnen in een patroon van waaiers. Aan de hoeken zijn hoekstaven zichtbaar en de bovenrand een vlechtband. De kist zal net als de andere in Groningen gevonden sarcofagen dateren uit ca. 1000-1200. Het is onzeker of de sarcofaag oorspronkelijk uit Noordlaren komt of hier later is hergebruikt. Het deksel is zeer waarschijnlijk later gebruikt als altaarsteen: Deze is namelijk even groot als het fundament van het altaar. Er is bij de restauratie ook een deel van het deksel teruggevonden, dat eveneens van rode zandsteen is en werd hergebruikt als dorpel aan noordzijde (binnenzijde) van de vroegere zuidingang van het schip. Tegenwoordig ligt dit dekseldeel in het koor. Na de restauratie werd de sarcofaag hergebruikt als plantenbak op het kerkhof aan voorzijde bij de weg. In 2006 werd de sarcofaag ofwel weer herbegraven op de plek waar deze zich ook voor de restauratie van 1976 bevond of vóór de kerk begraven. |

| Sarcofaag |
| De sarcofaag in gebruik als plantenbak. Op de achtergrond de kosterij (1977). |
| Bij de restauratie van 1976 werd buiten de kerk aan zuidzijde van het schip ten westen van de oostelijke steunbeer een rode zandstenen trogvormige sarcofaag gevonden. Mogelijk lag deze sarcofaag vroeger in de kerk en is deze bij werkzaamheden aan de vloer buiten de kerk verplaatst. De sarcofaag is 2,09 meter lang, 45 cm hoog en varieert in breedte van 63 tot 76,5 centimeter. De binnenzijde van de sarcofaag is volledig bewerkt met evenwijdig verlopende lijnen in een patroon van waaiers. Aan de hoeken zijn hoekstaven zichtbaar en de bovenrand een vlechtband. De kist zal net als de andere in Groningen gevonden sarcofagen dateren uit ca. 1000-1200. Het is onzeker of de sarcofaag oorspronkelijk uit Noordlaren komt of hier later is hergebruikt. Het deksel is zeer waarschijnlijk later gebruikt als altaarsteen: Deze is namelijk even groot als het fundament van het altaar. Er is bij de restauratie ook een deel van het deksel teruggevonden, dat eveneens van rode zandsteen is en werd hergebruikt als dorpel aan noordzijde (binnenzijde) van de vroegere zuidingang van het schip. Tegenwoordig ligt dit dekseldeel in het koor. Na de restauratie werd de sarcofaag hergebruikt als plantenbak op het kerkhof aan voorzijde bij de weg. In 2006 werd de sarcofaag ofwel weer herbegraven op de plek waar deze zich ook voor de restauratie van 1976 bevond of vóór de kerk begraven. |

| Nevenregisters         |
| Windlosser (vastgezet) |
| Loze registerknop      |

### Grafzerken
Wanneer men begonnen is met begraven in de kerk is onbekend, maar waarschijnlijk gebeurde dit al in de katholieke periode. In het begin van de protestantse periode werd waarschijnlijk ook sporadisch begraven in de kerk. Formele toestemming hiervoor volgde in 1655 toen na autorisatie van de burgemeesters van Groningen via de schulte van Haren door de kerkvoogden graven werden verkocht in de kerk. Deze graven werden toen verkocht aan de eigenerfden. De kerkvloer bevat onder andere een grafzerk voor Albert Levinghe (gestorven in 1639; foto). Deze grafsteen werd teruggevonden bij de restauratie. Ook ligt er een gedeelte van een oude altaarsteen in de koorvloer, die eerder werd gebruikt als sarcofaagdeksel (zie kader).
Bij de restauratie werden twee grafkelders gevonden onder de restanten van het noordelijke zijaltaar, die eigendom waren van de familie Tjaden Jullens. De grafzerken waren inmiddels echter reeds verwijderd. In een van deze grafkelders werd in 1824 Cornelius Hindrik Tjaden Jullens begraven. Hij was mogelijk de laatste in verband met het verbod op begraven in de kerk: Zijn naamgenoot Cornelis Hendrik Tjaden Jullens werd namelijk in 1831 op het kerkhof begraven.

## Kerkhof
Rondom de kerk ligt een ommuurd kerkhof. In 1282 werd het kerkhof voor het eerst genoemd toen de kerk van Noordlaren in ruil voor de afscheiding van de kapel van Wolfsbarge 2000 stenen kreeg van het klooster van Aduard voor het herstel van de kerkhofsringmuur. Het kerkhof was oorspronkelijk groter. In 2012 werd bij het vernieuwen van de riolering in de Lageweg ontdekt dat het kerkhof vroeger ook omgeven was door een sloot, die tot onder de huidige weg doorliep. Er werden twee sloten naast elkaar aangetroffen. Het is onbekend of deze sloten tegelijkertijd hebben bestaan of na elkaar. In latere eeuwen werden deze sloten gedempt en werd het kerkhof aan voorzijde verkleind. Waarschijnlijk is dit vóór de 19e eeuw gebeurd, want op de Hottingerkaart (1773-1794) en kadastrale minuut is de huidige situatie al min of meer zichtbaar. Aan noord- en zuidzijde bevonden zich vroeger doorgangen in de muur naar de noordingang (vrouwen) en zuidingang (mannen) van de kerk. Bij deze doorgangen lagen ijzeren roosters, die waarschijnlijk bedoeld waren om loslopend vee van het kerkhof te weren: Met name varkens konden veel schade aanrichten. In de jaren na de verkoop van de graven in de kerk in 1655 werd het kerkhof verbeterd en kreeg een van de doorgangen een nieuw ijzeren rooster. In 1859 werd waarschijnlijk een nieuwe muur gemetseld. Om het kerkhof stonden vroeger gietijzeren hekken. In 1935 werd bij riolerings- en wegwerkzaamheden een stuk van het kerkhof afgehaald om de scherpe bocht in de driesprong Kerkstraat-Lageweg veiliger te maken; onder andere door de Lageweg (toen nog Onnerweg geheten) te verbreden en een voetpad aan te leggen. Waarschijnlijk zijn toen ook de gietijzeren hekken verwijderd.
Op het kerkhof liggen nog zeven zerken: vier liggende zerken aan de kant van de weg, de steen van schoolmeester-koster Evert Korst en twee staande grafmonumenten (van Albert Albartus Hoenderken en zijn vrouw Jeichien Eggens Boois). Beschermd door een hekwerk, ligt het graf van de familie De Sitter met drie graven. Links het graf van van de reeds genoemde Cornelis Hendrik Tjaden Jullens, zoon van een Groninger burgemeester en gemeenteraadslid. Rechts ligt Jhr. Mr. Willem de Sitter, advocaat te Groningen, overleden in 1866. Ze waren respectievelijk de eerste en twee echtgenoot van Albertina Henriëtta ten Berge, die overleed in 1886 en in Haren begraven werd. In 1990 werd George Frederik de Sitter tussen hen in begraven. Hij was president van de Rechtbank te Groningen en is de laatste die op het kerkhof begraven is, daar sinds 1871 op de nieuwe begraafplaats begraven werd.   Ten noordoosten van het koor ligt de grafkelder van de familie Van Swinderen. In dit familiegraf ligt onder anderen Petrus Johannes van Swinderen (overleden in 1912). 
Mogelijk heeft het kerkhof ook een plek gehad waar niet gedoopte kinderen ('limbus infantium'; vanuit de theologie van het Voorgeborchte), zelfmoordenaars en misdadigers ('dampnati pro suis celeribus') buiten de gewijde grond konden worden begraven, maar vondsten uit Noordlaren zijn niet bekend.
Het kerkhof werd vroeger omringd door een rij iepen. Wanneer deze voor het eerst werden aangeplant is niet bekend. In 1708 is sprake van een omgewaaide ‘iperen boom op ‘t kerkckhoff’, hetgeen erop wijst dat er al eerder iepen waren aangeplant. In 1713 werden 40 nieuwe iepen geplant, die waarschijnlijk niet echt aansloegen want in de jaren erna (1715, 18, 22 en 23) werden nog meer nieuwe iepen geplant. In 1872 werden wederom nieuwe iepen geplant, maar door iepziekte moesten deze allemaal worden gekapt in respectievelijk 1922, 1926 en 1934.
Vervolgens werden in de jaren 1930 een tiental beuken geplant. Sommige van deze beuken zijn mogelijk aangetast door de reuzenzwam, die witrot veroorzaken kan en daarmee na verloop van tijd de dood van de bomen. In 2008 moest een boom om deze reden worden gekapt. Gevreesd wordt dat er nog meer bomen zullen moeten worden gekapt in de nabije toekomst, al denken anderen dat dit wel meevalt.

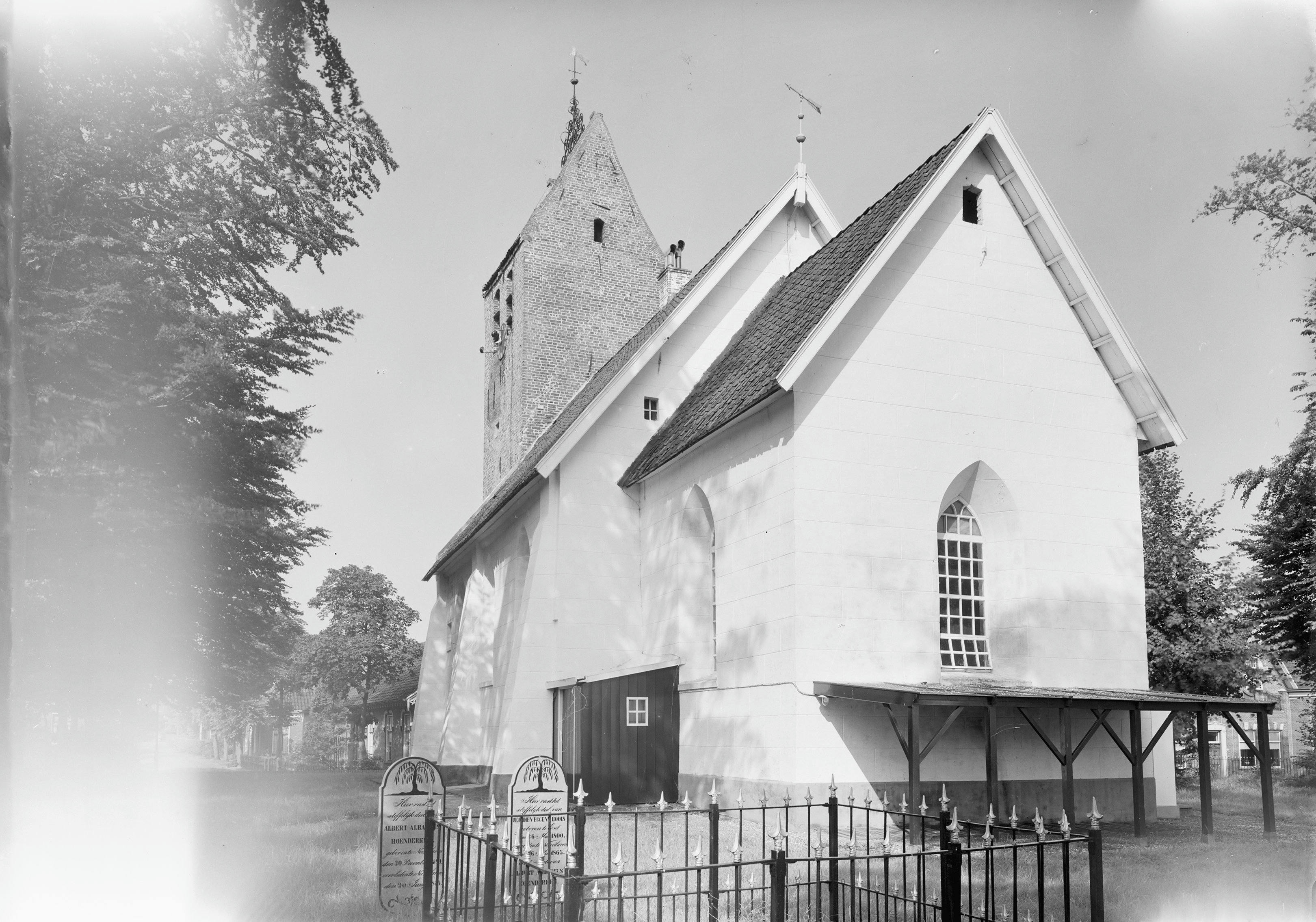
Achteraanzicht van de kerk in 1942. De kerk had tot de restauratie aan deze zijde een houten aanbouw. Waarschijnlijk tot de verbouwing van 1948 bevond zich aan achterzijde van het koor een overkapping.
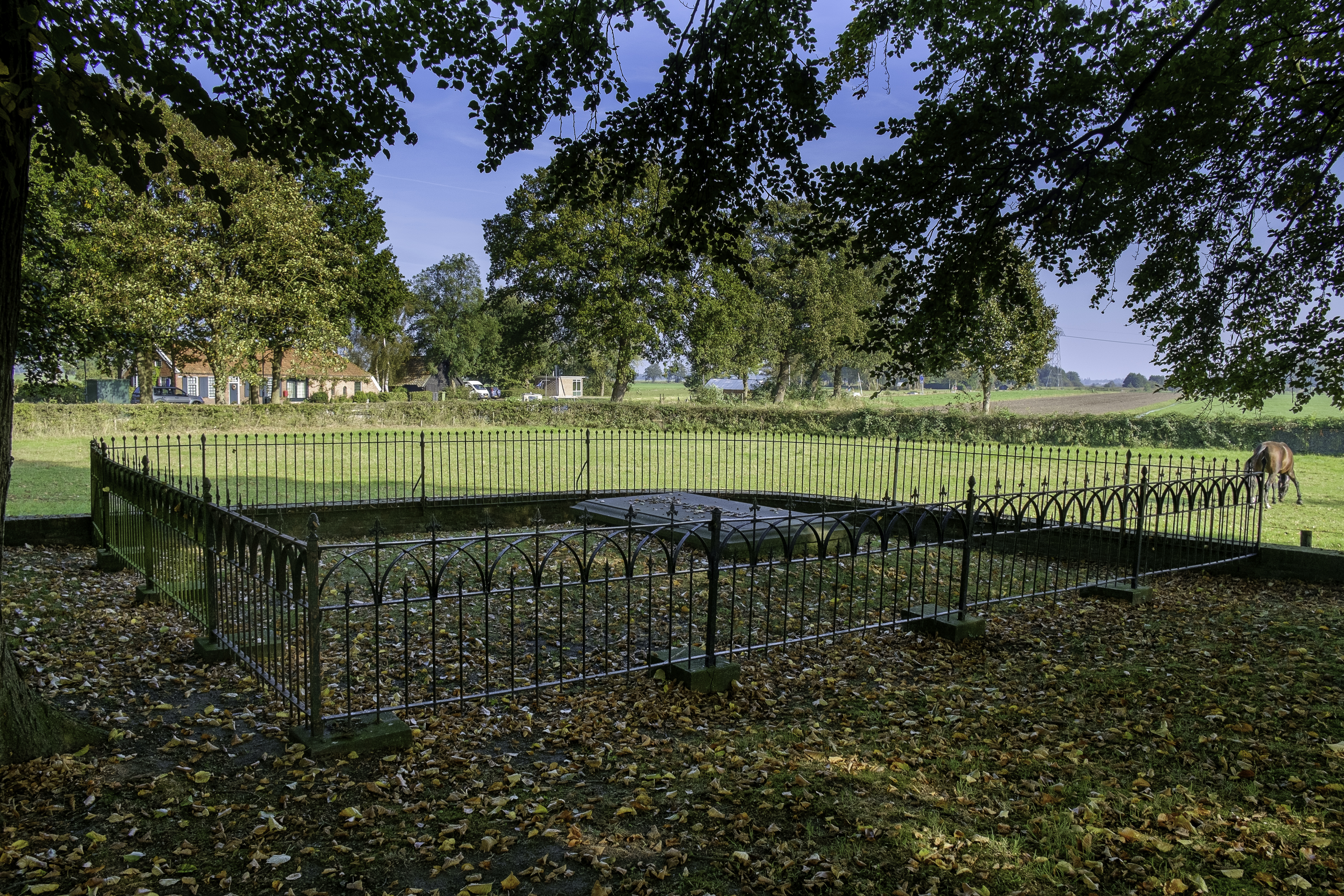
Familiegraf van Van Swinderen
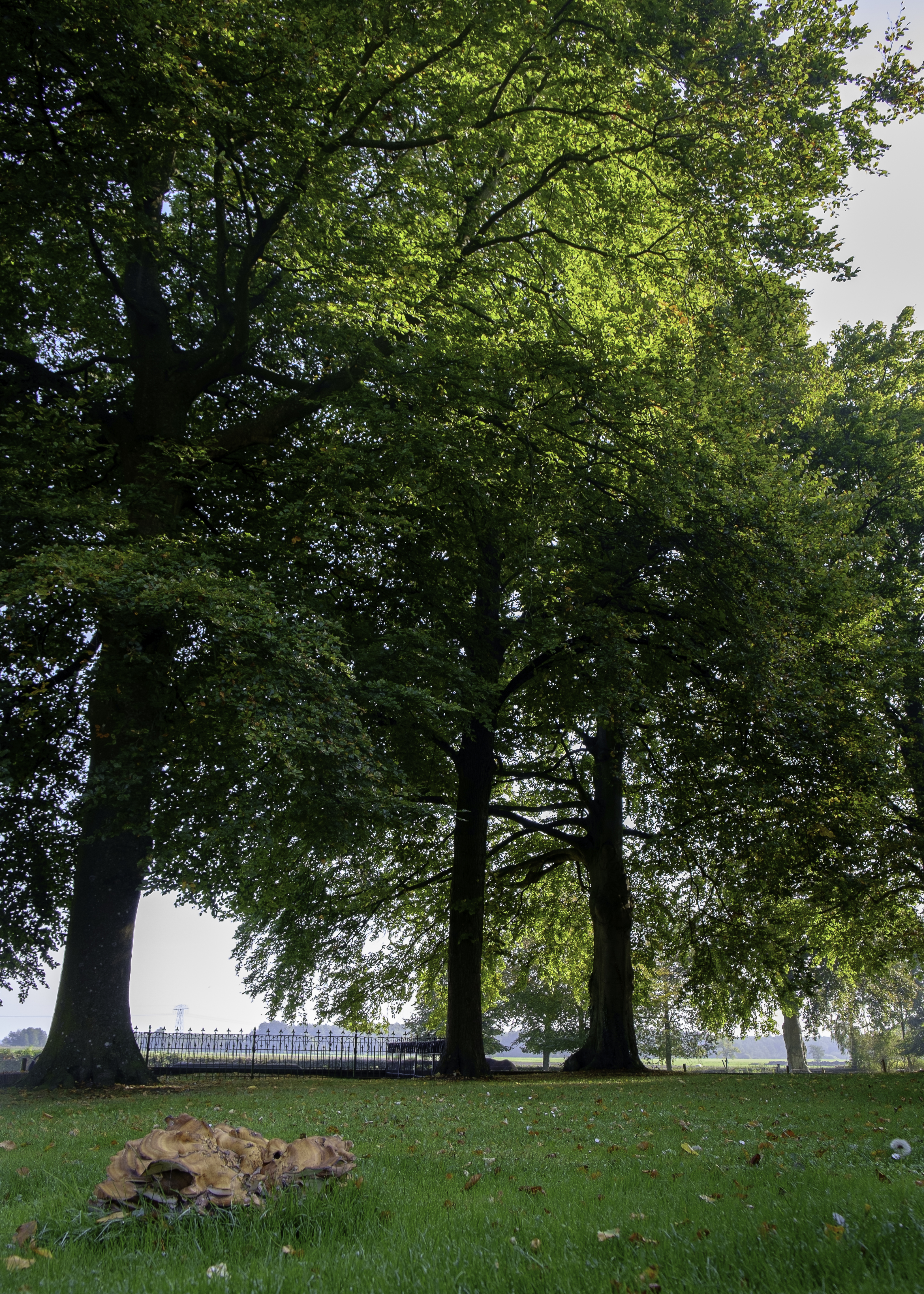
Beuken op het kerkhof aan noordzijde van de kerk met op de voorgrond een reuzenzwam
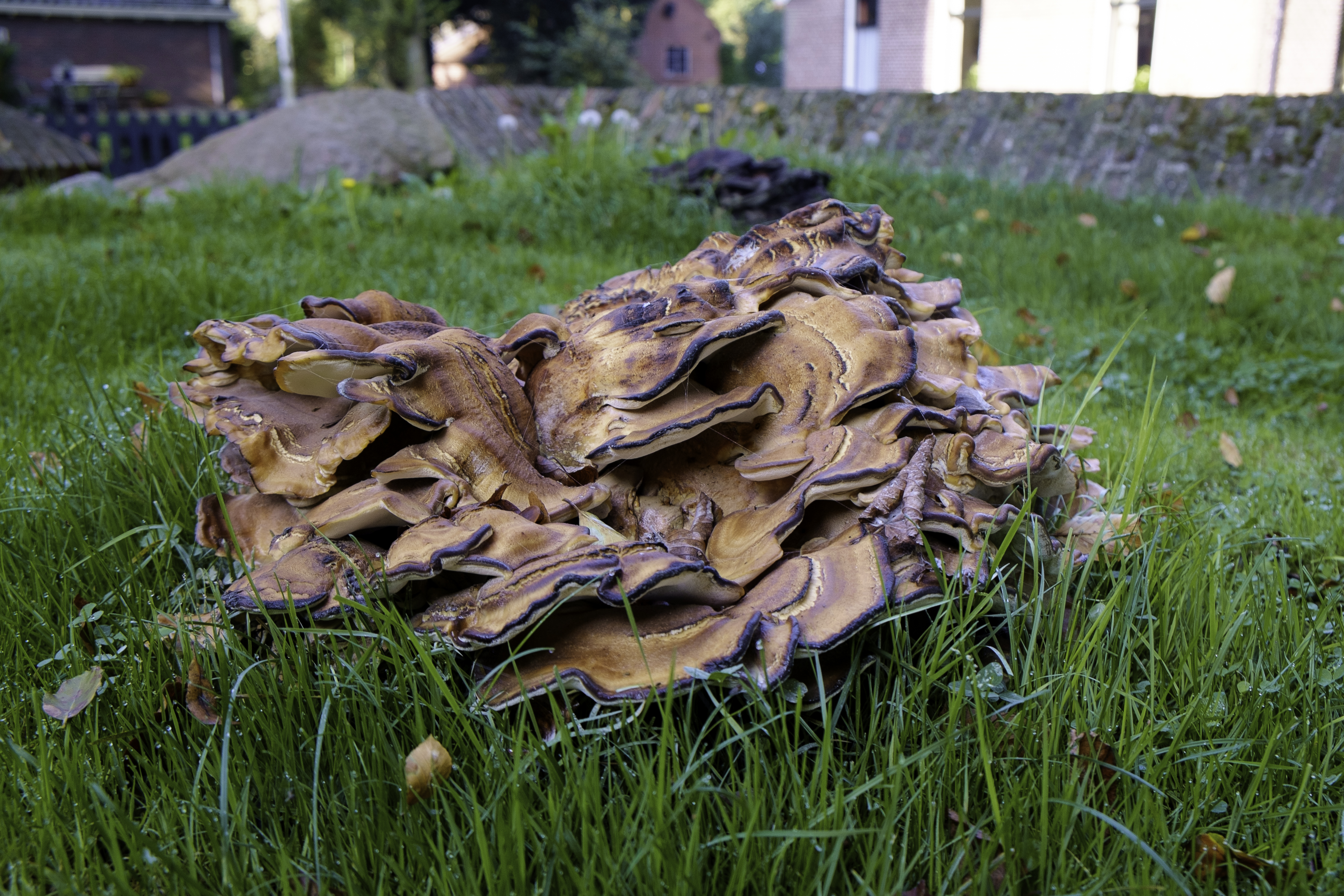
Close-up reuzenzwam op het kerkhof